# 葵涌邨

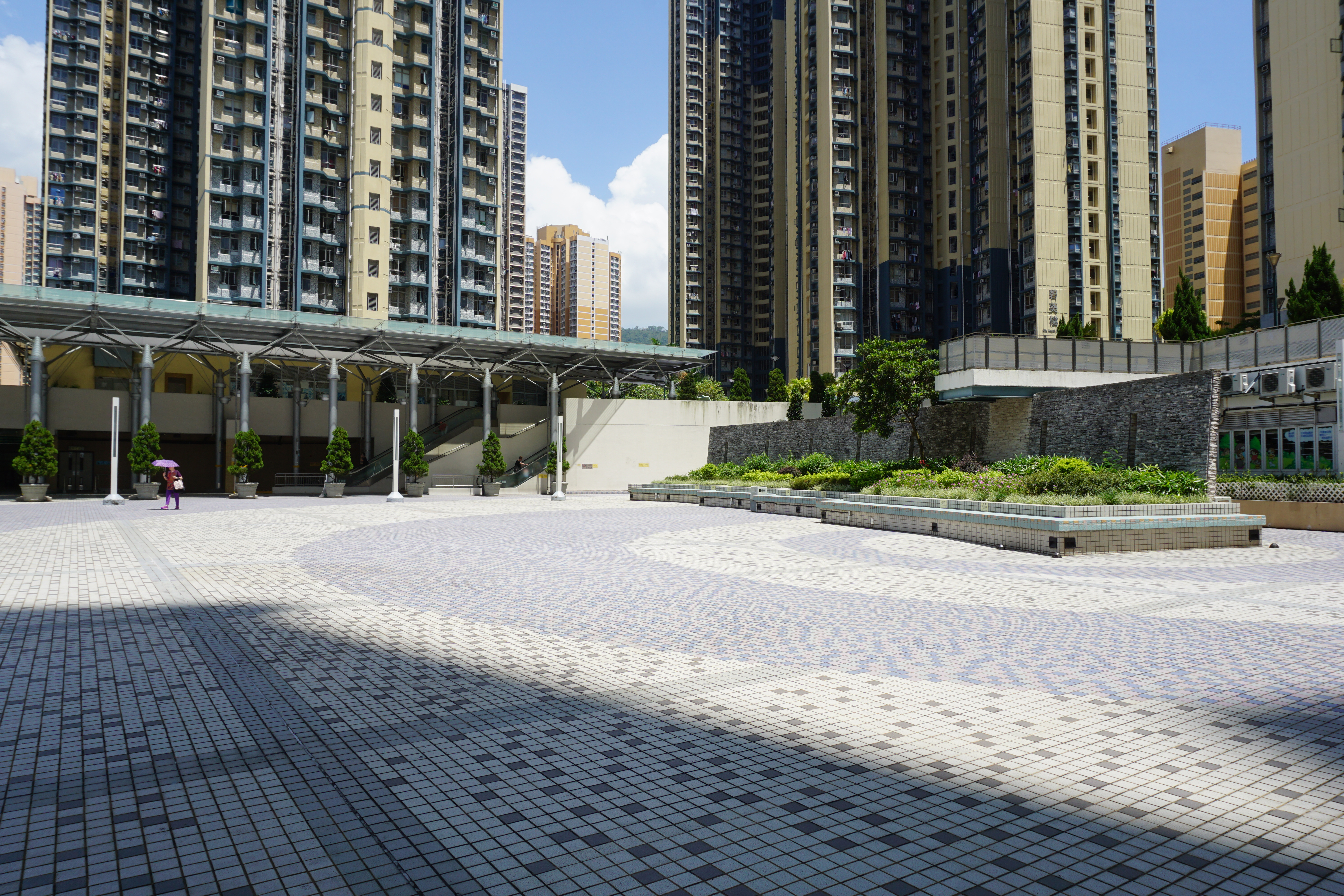
葵涌邨第3期平台廣場

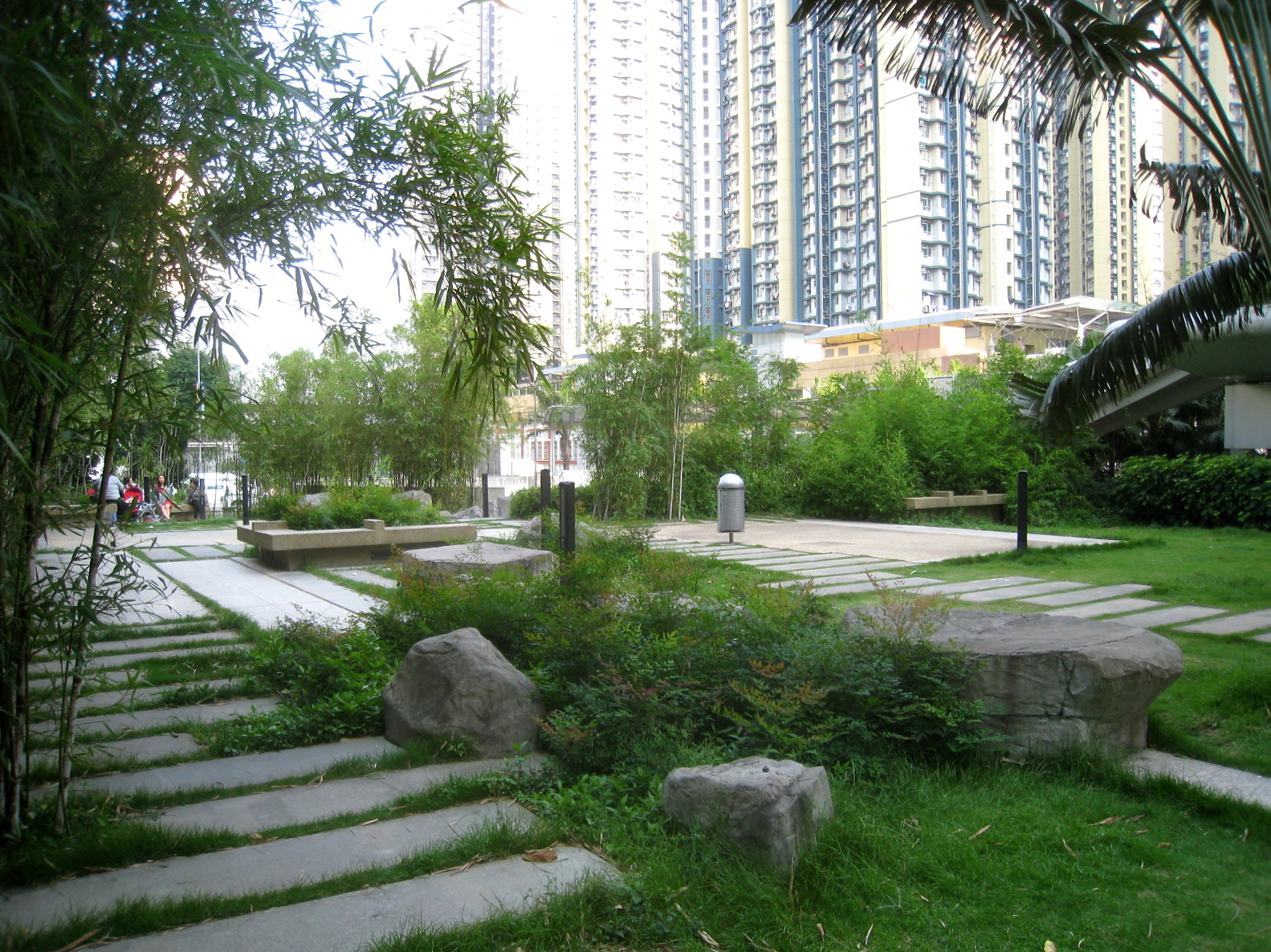
葵涌邨第4期園林以“竹”為主題

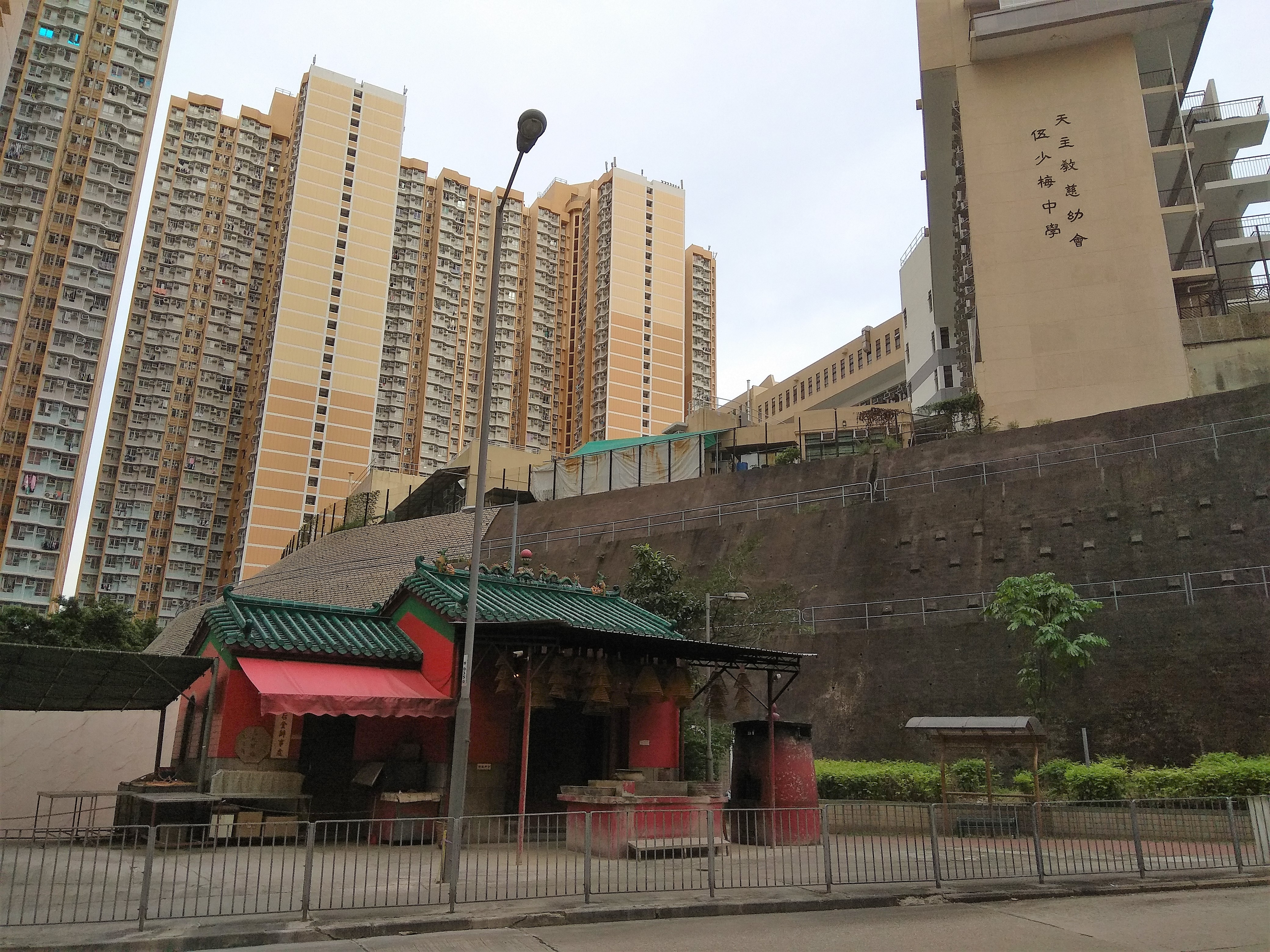
天主教慈幼會伍少梅中學、葵涌邨部份樓宇以及位於大窩口道的天后廟

葵邨，是香港的公共屋邨，項目編號為TW20RR（茵葵樓為TW28。百葵及合葵樓為TW32），位於新界葵青區，大窩口以東，現由香港房屋委員會管理，是葵青區最大型的公共屋邨。
全邨於2008年4月完成重建後，共16座住宅樓宇，合計13,742個單位。據立法會文件所述，葵涌邨共居住約4萬人，如以單一屋邨計算，葵涌邨現為全港居住人口最多的公共屋邨。與此同時，葵涌邨亦是全港擁有最多新和諧一型大廈的屋邨，共設12座。
葵馥苑（英語：Kwai Fuk Court）共有兩座新十字型樓宇，名為安葵閣及樂葵閣，位於葵涌大窩口道88號。原為無發售的居屋屋苑，後來因為政府決定停售居屋，於2004年售予政府並被改為政府宿舍，由警務處宿舍組及消防處各自分派兩幢住宅樓宇的單位。

## 歷史
葵涌邨重建前屬舊長型大廈（第三型徙置大廈），分為上邨（1-26座）和下邨（27-42座）。葵涌邨於1962年興建，1964-1965年入伙，屬荃灣區第三個房委會公共屋邨，亦是荃灣區第三個大型公共屋邨。重建前的葵涌邨分別有42座住宅大廈及4座工廠大廈，住宅大廈稱為葵涌徙置區，通稱「葵涌新區」、「荃灣新區」（葵涌邨當時屬於荃灣區）或簡稱「新區」，全部均屬舊長型大廈（第三型徙置大廈）七層高共用廁所的徙置大廈，葵涌邨部份徙置大廈全黑色的外牆在當時一直是屋邨的特點。該邨的徙置大廈在興建時沒有獨立廁所，居民需使用設在大廈中間或末端的公共廁所。其後一些樓宇加裝獨立廁所，中間的公共廁所拆去。葵涌新區在平整發展前是橫龍仔一帶，其中上邨原址大片山野曾為大窩口平房區和亞斯理村。亞斯理村由香港循道公會和香港衛理公會聯手興建，於1959年竣工。
葵涌邨於1991年起分四個階段重建，並於1992年11月公佈重建規劃，至2000年拆卸最後一批舊廈（亦是全港最後一批清拆的第三型徙置大廈），而新樓宇分別於1997年、2000年和2005年落成。重建工程由房屋署總建築師（採購）作總體設計，而其中部份期數更委聘幾間不同的大型私人建築師事務所作詳細設計，第3期由ARCA建築師事務所設計，第4期由馬梁建築師事務所設計，第5期及第7期則由巴馬丹拿建築及工程師有限公司設計，外牆顏色以米黃色作主調，搭配白色及墨綠色，與近年的私人住宅發展選色相近，因此外觀較其它屋邨更高級。雖然徙置區現已消失，但區內的居民仍以「新區」來稱呼葵涌邨，而途經的荃灣旺角線紅色小巴仍以「新區」來標示葵涌邨站。而位處大窩口道與禾塘咀街交界、第三期對出的第二期部份為公園、命名為「葵涌新區公園」。
值得一提的是，第五期曾擬興建居屋，及後因樓市下跌而於2000年3月改為興建出租公屋；其後，房委會於同月曾一度將該等樓宇列入可租可買計劃，但最後放棄並重新設計。

### 工廠大廈
而位於徙置區東北面的工廠大廈，初時稱為「橫龍仔徙置工廠大廈」，1970年8月1日起改名為「葵涌徙置工廠大廈」，屬樓高七層的第二型徙置工廠大廈，1964年5月展開興建工程，1966年9月先啟用第三至四座，1973年4月第一至二座落成，提供256平方英尺的工廠單位。該工廠大廈在1973年前跟徙置區均由徙置事務處管理，後交由房委會管理。於2002年工廠大廈最終被拆卸，受影響約700廠戶，每戶可獲約7.5萬至13.8萬港元的特惠津貼，另加現金津貼6,000港元，廠戶在該年1月底接到一年半的清拆通知，且獲凍結租金。
工廠大廈拆卸後原地納入葵涌邨並興建兩幢新住宅大廈——百葵樓和合葵樓，於2008年入伙，百葵樓和合葵樓也是房署首個試驗性採用全預製組件的項目，連結構性部份都採用預製組件。但由於成效不如理想，加上正值新和諧一型與非標準設計大廈的過渡期，上述技術未有廣泛採用，直至2020年代初興建沙田錦駿苑及屯門和田邨為止。

### 葵涌邨居民權益關注組
葵涌邨居民權益關注組的街坊，可謂是葵涌邨的「開荒牛」，葵涌邨1960年開始興建，1964、1965年開始入伙。最初的街坊，都來至五湖四海，他們都因為各種的天災或清拆的原因而徙置到葵涌邨，自然形成了該地的地區生態，這些街坊在1973年由區內天主教及基督教會聯合成立，位於大窩口徙置大廈九座的「荃灣合一社區服務中心」的組織下，成立關注組，荃灣合一因主導1990年代多次激烈社會衝突，而被成立的教會團體主動解散，居民除自主領導外，亦與區內另一社區組織街坊工友服務處結盟，使葵涌邨在重建後所屬的兩個區議會議席均由街工成員當選。關注組的關注事項包括成功爭取毗鄰葵涌邨的葵涌新區公園（原稱大窩口道公園）正名及爭取於來往葵涌邨與光輝圍的「百步梯」興建升降機。

### 斜道升降機

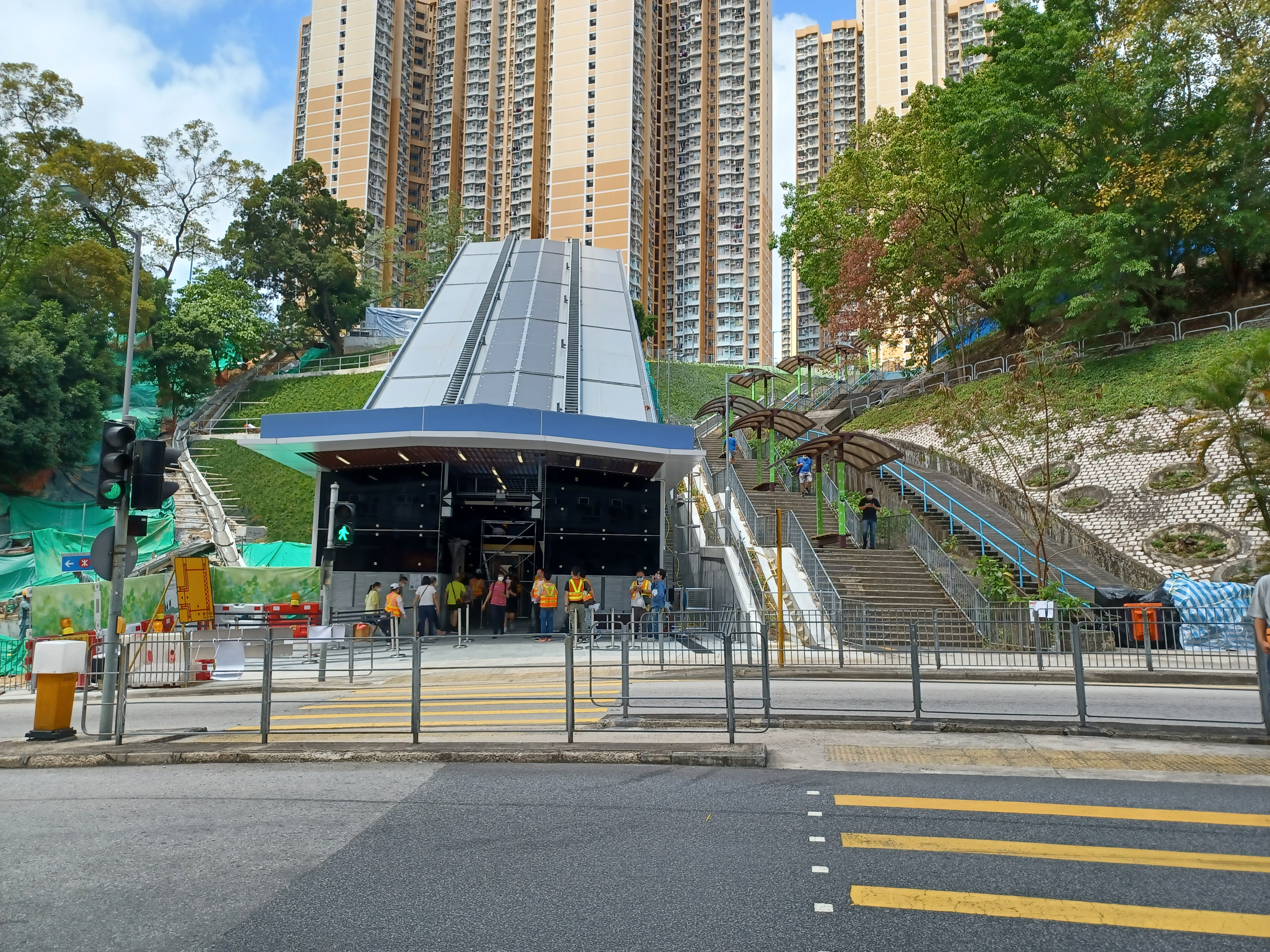
啟用不久的斜道升降機

以往居民來往葵涌邨和禾塘咀街，需要步行全長119級的「百步梯」，對長者和行動不便人士造成嚴重不便。街坊在2000年代初已經極力爭取加建升降機。
立法會於2017年通過撥款2.5億元興建光輝圍的斜道式升降機工程，該系統全長約40米，設有兩部升降機，每部可接載24人。政府在2019年2月1日表示完成招標，開始進行工程。工程到2022年4月6日完成，居民上山或落山只需1分鐘。

## 屋邨設計
葵涌邨重建後園林設計圍繞“城中綠洲”概念，重建時保留了逾百棵大樹，並種植了16萬棵植物，休憩面積由重建前4.8公頃，增至7.5公頃，全邨綠化面積高達30%，面積是全港公屋之冠。邨內有4個公共空間，其中第3期平台種植葵樹 ，地面鋪上藍色地磚代表河流，與葵涌之名相呼應。葵涌邨獲2008年優質建築大獎的住宅類別優異獎。
值得一提，葵涌邨雖採用和諧式大廈設計，但有不少有異於標準和諧式大廈的設計特色，可視為過渡至非標準設計大廈的試驗性設計，尤以最後落成的百葵樓和合葵樓為甚，當中包括:
- 第五期大廈設有公共屋邨中罕見的石屎遮陽條及改用採光度更高的長方形窗台，天台、機電層設計及單位窗戶款式亦與標準設計有異
- 第五期曉葵樓及逸葵樓的附翼是全港唯一有退台式設計的新和諧附翼五型大廈
- 百葵樓和合葵樓為全港兩條採用退台式設計的新和諧一型屋邨（另一屋邨為美田邨）
- 百葵樓和合葵樓近電梯大堂的1人單位起居室得以加大，成為19.79平方米的2人單位，因此主樓不設1人單位，為全港唯一一批有此設計的新和諧式大廈
- 百葵樓和合葵樓大堂外的平衡陣改為每2層舖設，亦較標準設計為幼
- 百葵樓和合葵樓設有隔聲鰭，為所有和諧式大廈當中獨有的設計
- 合葵樓附翼為全港唯一混合1-2人單位及2-3人單位設計的新和諧附翼五型大廈
- 第五期大廈及百葵樓、合葵樓均採用非標準設計的外牆

## 屋邨資料

### 現存樓宇

#### 葵涌邨
| 樓宇名稱（座號）             | 樓宇類型                                      | 落成年份 | 層數                  | 每層伙數                                 | 每座單位總數（伙） | 建築師                       | 承建商       | 提供升降機的廠商 | 期數                       |
| ---------------------------- | --------------------------------------------- | -------- | --------------------- | ---------------------------------------- | ------------------ | ---------------------------- | ------------ | ---------------- | -------------------------- |
| 春葵樓 （第1座）   | 和諧一型第六款 （第三代）                     | 1997 年  | 38                    | 20                                       | 768                | 房屋署總建築師               | 其士（建築） | 東芝             | 1                          |
| 夏葵樓 （第2座）   | 和諧一型第六款 （第三代）                     | 1997 年  | 38                    | 20                                       | 759                | 房屋署總建築師               | 其士（建築） | 東芝             | 1                          |
| 秋葵樓 （第3座）   | 和諧一型第十款 （第三代）                     | 1997 年  | 38                    | 18                                       | 683                | 房屋署總建築師               | 其士（建築） | 東芝             | 1                          |
| 茵葵樓（第4座）    | 單向設計大廈 （小型單位設計）                 | 2000年   | 20                    | 12                                       | 240                | 房屋署總建築師               | 創業建築     | 奧的斯           | 6                          |
| 翠葵樓 （第5座）   | 新和諧一型第六款                              | 2005 年  | 40                    | 20                                       | 799                | ARCA建築師事務所             | 有利建築     | 通力             | 3                          |
| 碧葵樓 （第6座）   | 新和諧一型第六款                              | 2005 年  | 40                    | 20                                       | 799                | ARCA建築師事務所             | 有利建築     | 通力             | 3                          |
| 綠葵樓 （第7座）   | 新和諧一型第七款（特別設計） 連新和諧附翼五型 | 2005 年  | 40（主樓） 35（附翼） | 19（36-40樓） 30（1-35樓）               | 1144               | ARCA建築師事務所             | 有利建築     | 通力             | 3                          |
| 芊葵樓 （第8座）   | 新和諧一型第六款                              | 2005 年  | 40                    | 20                                       | 799                | 馬梁建築師事務所             | 中國建築     | 迅達             | 4                          |
| 芷葵樓 （第9座）   | 新和諧一型第六款 連新和諧附翼五型             | 2005 年  | 40（主樓） 35（附翼） | 20（36-40樓） 31（1-35樓）               | 1184               | 馬梁建築師事務所             | 中國建築     | 迅達             | 4                          |
| 曉葵樓 （第10座）  | 新和諧一型第三款 連新和諧附翼五型             | 2005 年  | 40（主樓） 28（附翼） | 20（29-40樓） 31（1-16樓） 27（17-28樓） | 1059               | 巴馬丹拿建築及工程師有限公司 | 協興建築     | 東芝             | 5                          |
| 映葵樓 （第11座）  | 新和諧一型第三款                              | 2005 年  | 40                    | 20                                       | 799                | 巴馬丹拿建築及工程師有限公司 | 協興建築     | 東芝             | 5                          |
| 旭葵樓 （第12座）  | 新和諧一型第三款                              | 2005 年  | 40                    | 20                                       | 799                | 巴馬丹拿建築及工程師有限公司 | 協興建築     | 東芝             | 5                          |
| 雅葵樓 （第13座）  | 新和諧一型第三款                              | 2005 年  | 40                    | 20                                       | 799                | 巴馬丹拿建築及工程師有限公司 | 協興建築     | 東芝             | 5                          |
| 逸葵樓 （第14座）  | 新和諧一型第三款（特別設計） 連新和諧附翼五型 | 2005 年  | 40（主樓） 28（附翼） | 20（29-40樓） 31（1-16樓） 27（17-28樓） | 1059               | 巴馬丹拿建築及工程師有限公司 | 協興建築     | 東芝             | 5                          |
| 百葵樓 （第15座）  | 新和諧一型第三款 （特別設計）                 | 2008 年  | 40                    | 20                                       | 799                | 房屋署建築師                 | 有利建築     | 日立             | 葵涌工廠大廈重建項目 第1座 |
| 合葵樓 （第16座）  | 新和諧一型第三款（特別設計） 連新和諧附翼五型 | 2008 年  | 40                    | 20（主樓） 31（連附翼）                  | 1184               | 房屋署建築師                 | 有利建築     | 日立             | 葵涌工廠大廈重建項目 第2座 |

#### 葵馥苑[註 10]
| 樓宇名稱（座號）         | 樓宇類型               | 落成年份 | 層數 | 每層伙數 | 每座單位總數（伙） | 建築師                       | 承建商   | 提供升降機的廠商 | 期數 |
| ------------------------ | ---------------------- | -------- | ---- | -------- | ------------------ | ---------------------------- | -------- | ---------------- | ---- |
| 安葵閣 （A座）（英語：On Kwai House） | 新十字型（1998年版本） | 2003年   | 40   | 10       | 400                | 巴馬丹拿建築及工程師有限公司 | 興勝建築 | 奧的斯           | 7    |
| 樂葵閣 （B座）（英語：Lok Kwai House） | 新十字型（1998年版本） | 2003年   | 40   | 10       | 400                | 巴馬丹拿建築及工程師有限公司 | 興勝建築 | 奧的斯           | 7    |

第二期為葵涌新區公園（由於不是作住宅用途，故此不列在上表）
（註：以上座號以房屋署Estate Property的記錄為依歸。）
以粗體字標示樓宇曾因爆發2019冠狀病毒病香港疫情而需實施禁足。

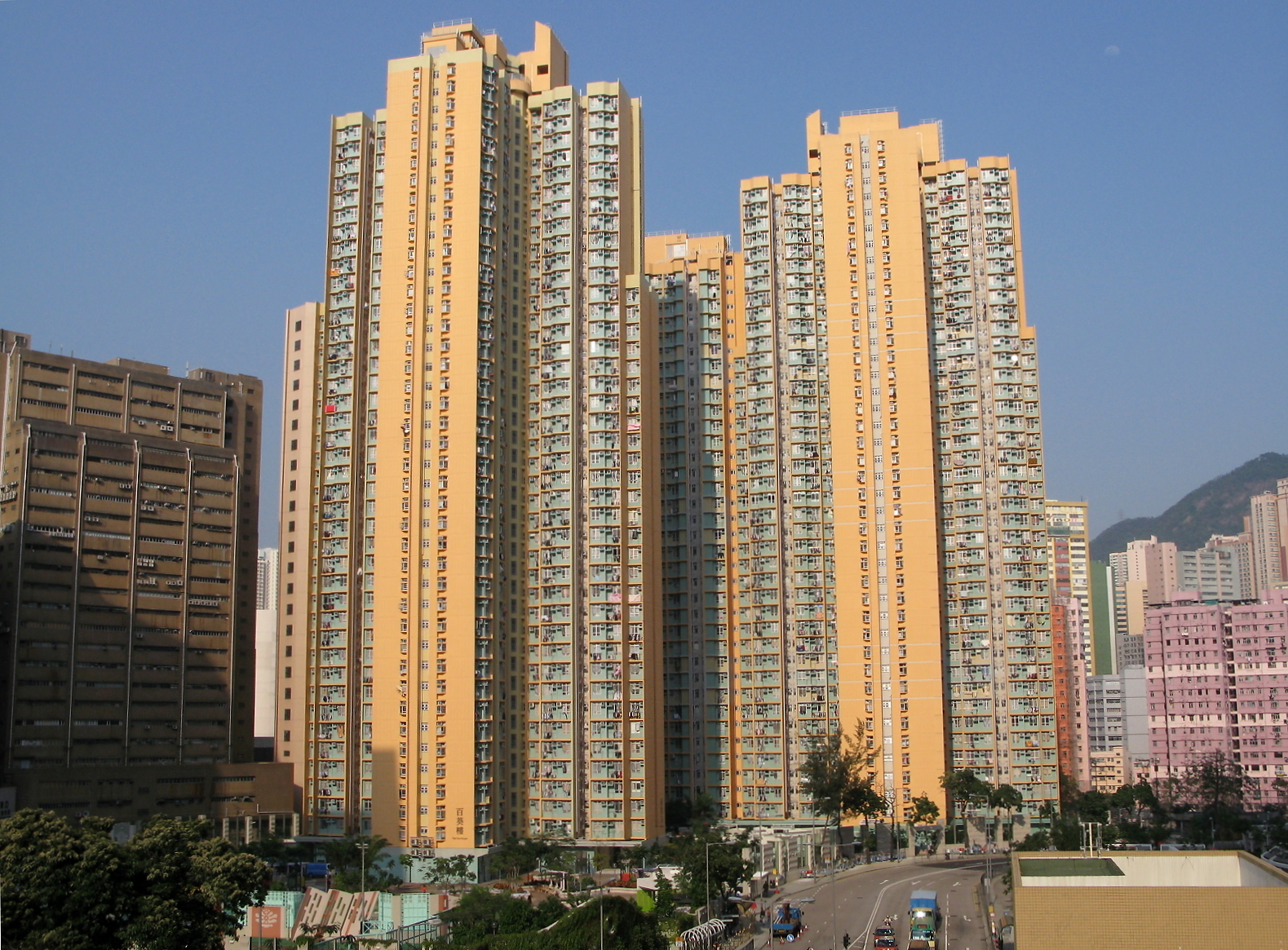
百葵樓與合葵樓
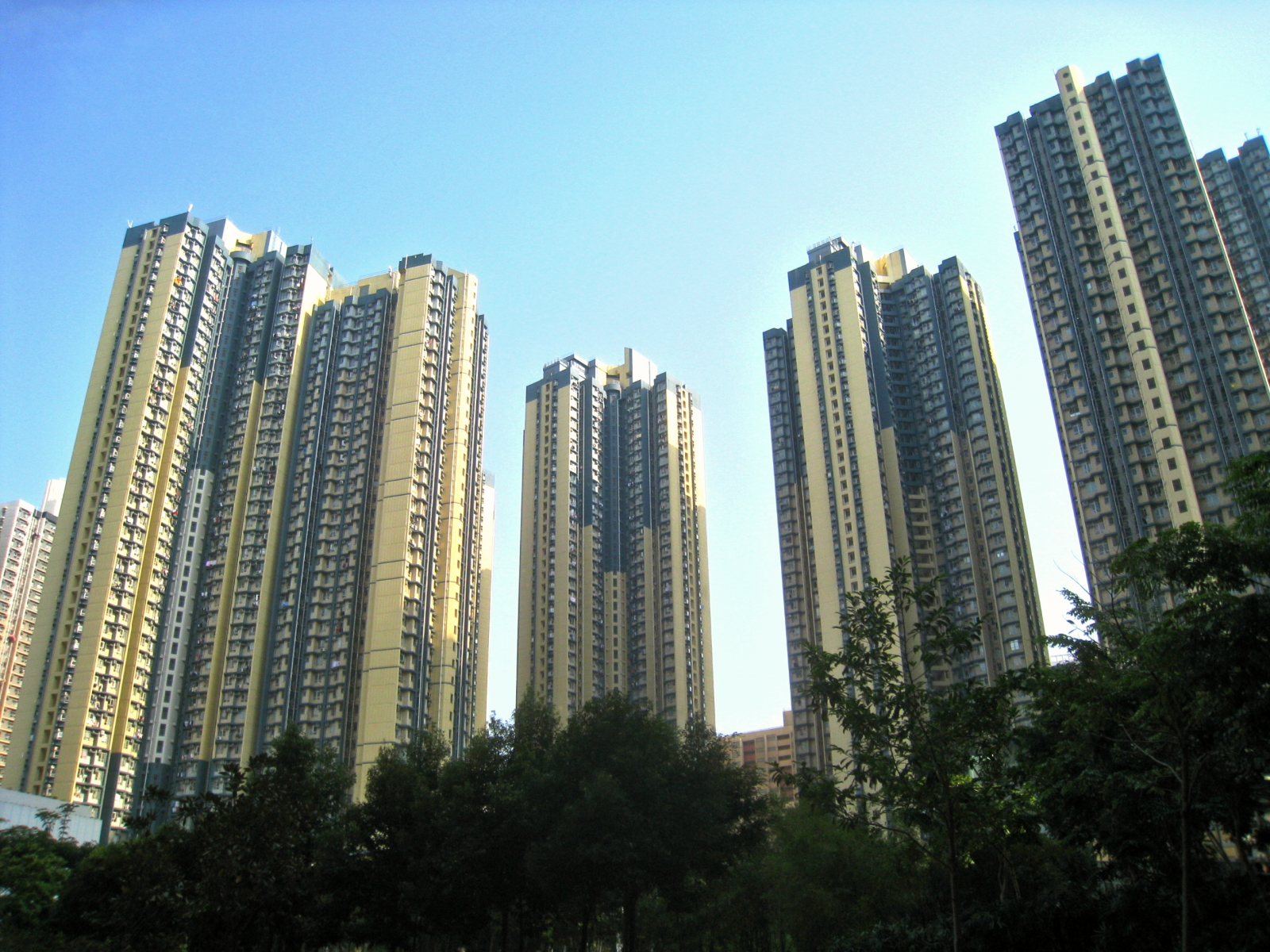
葵涌邨第3及第4期
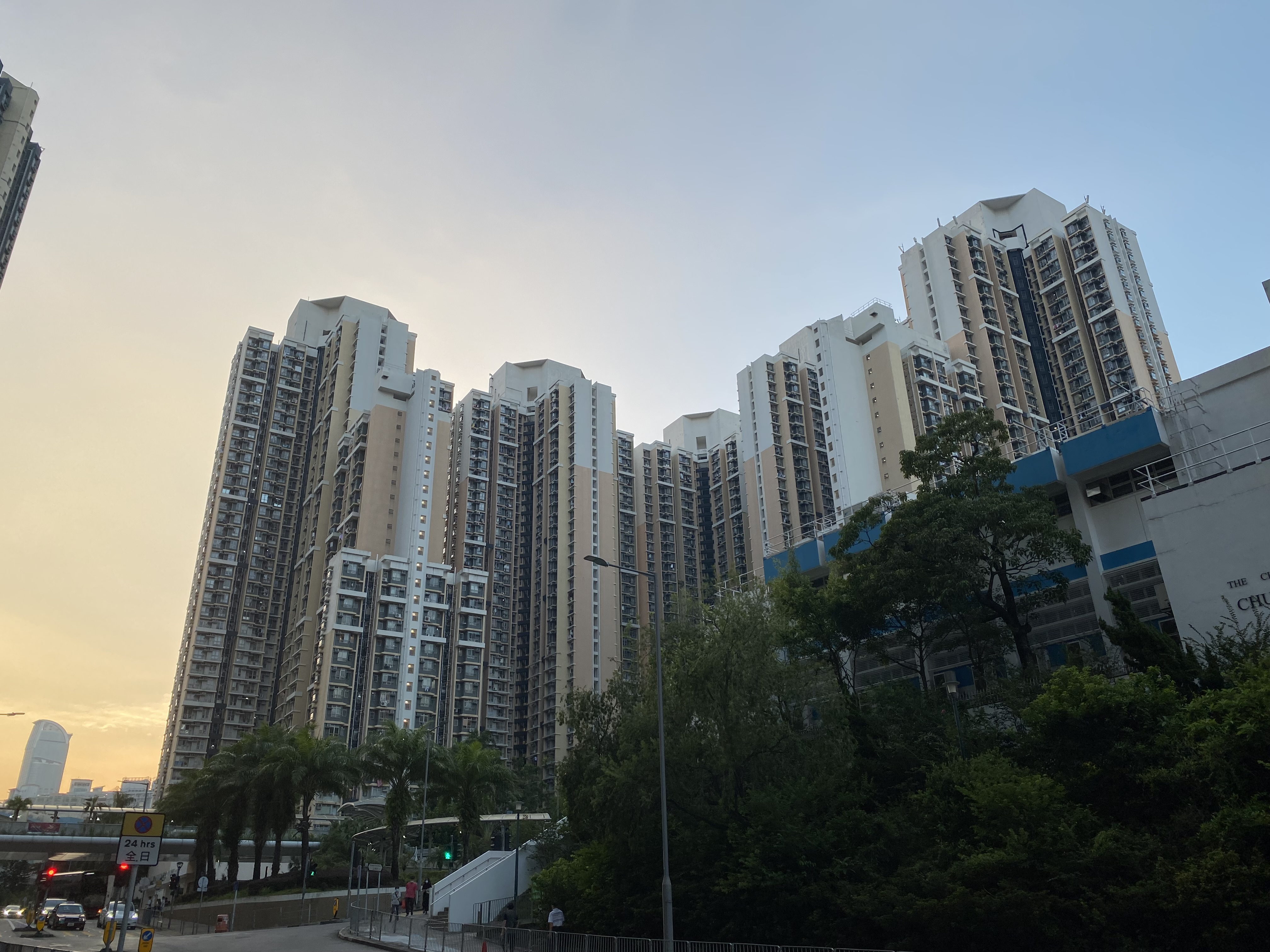
葵涌邨第5期
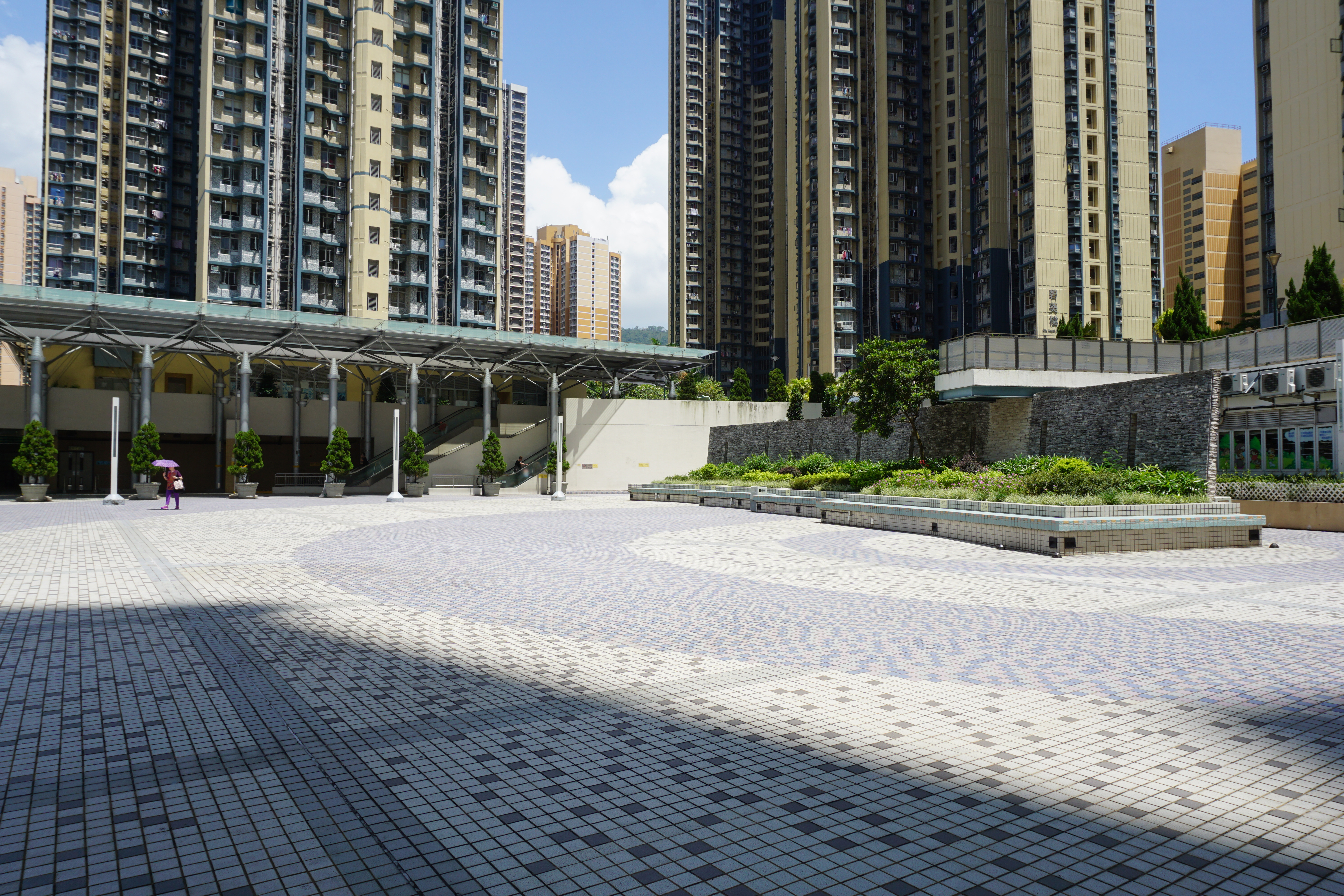
葵涌邨第3期平台廣場
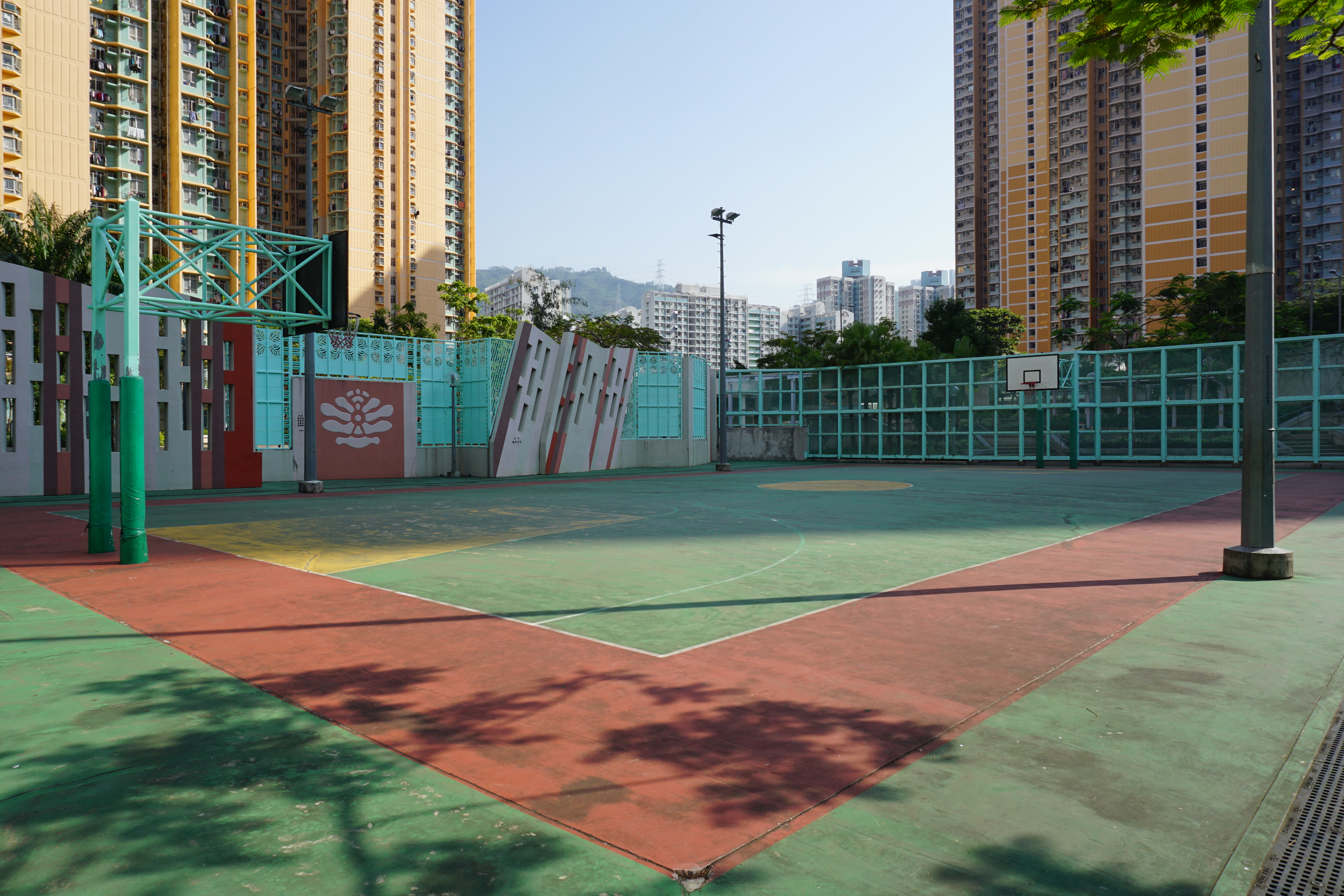
籃球場
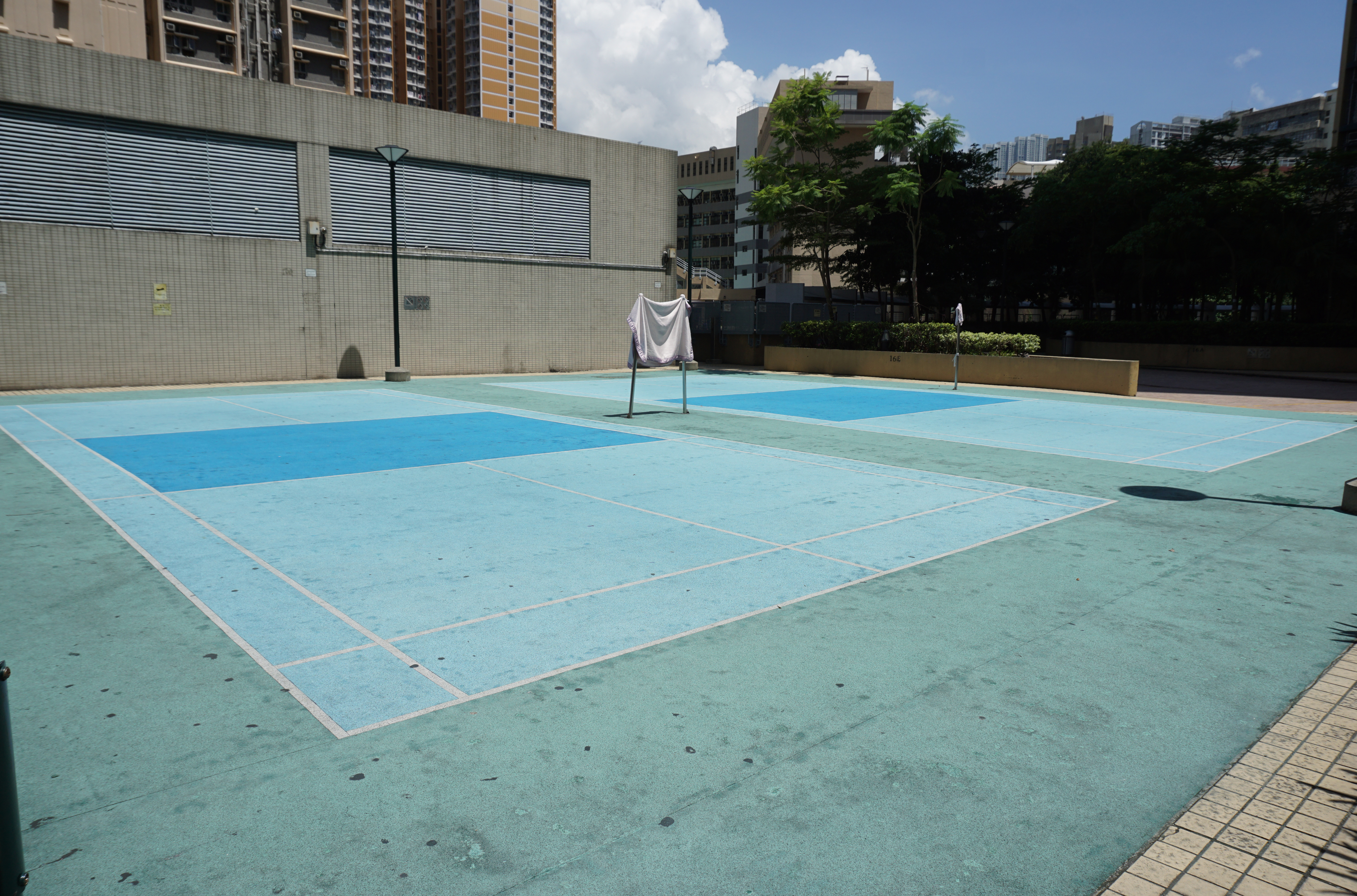
羽毛球場
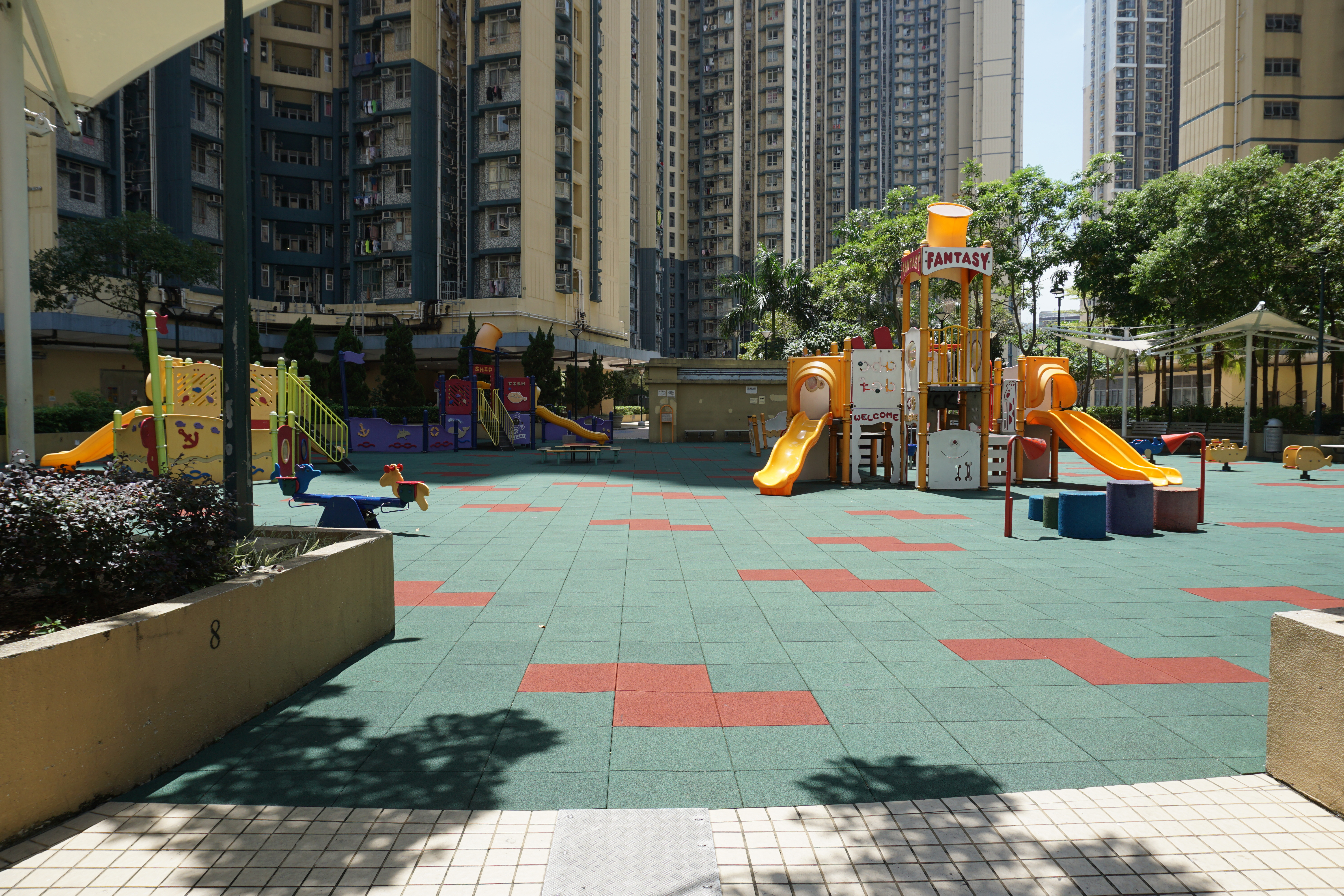
滑梯、搖搖板及彈簧椅
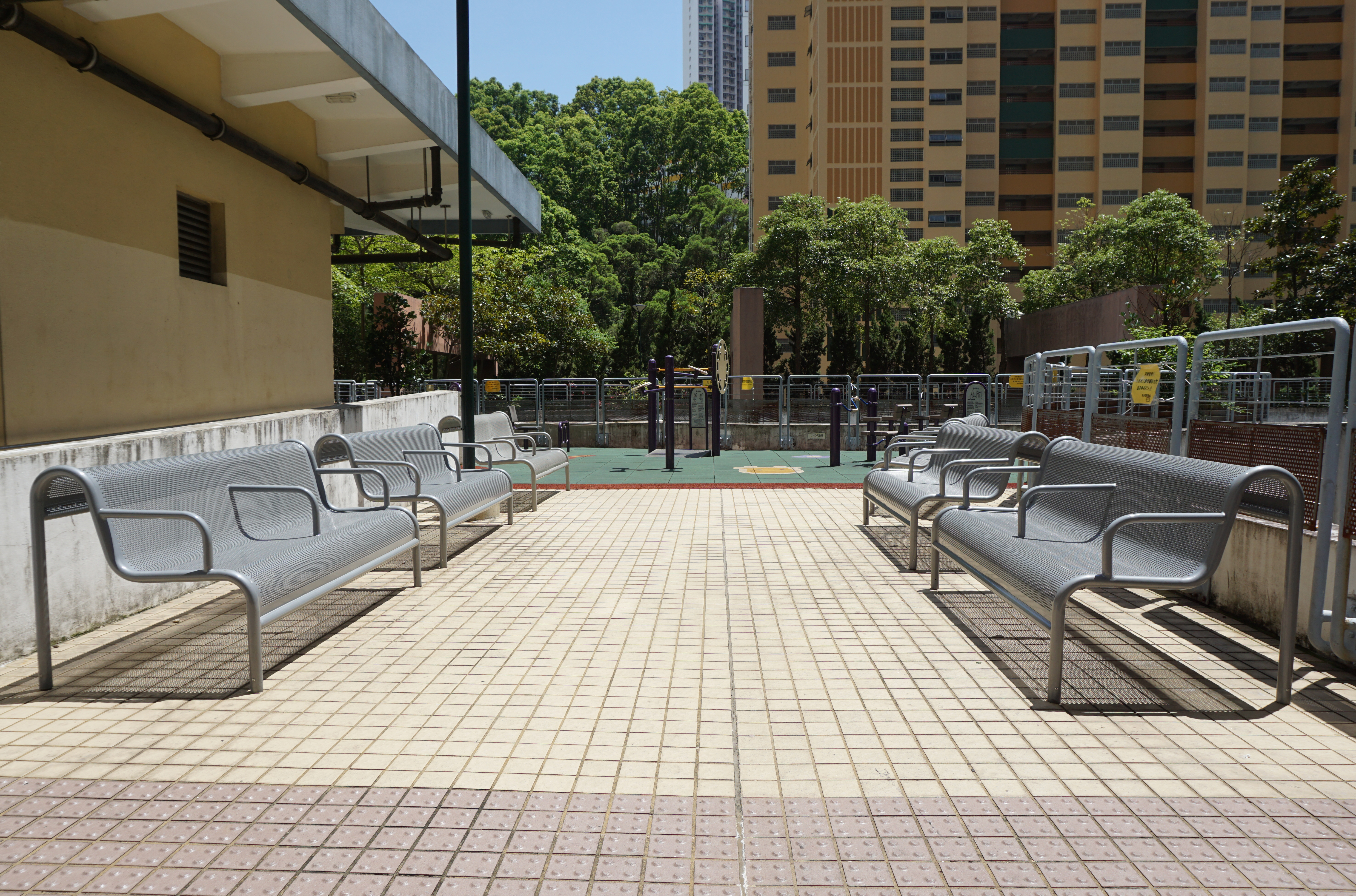
健體區
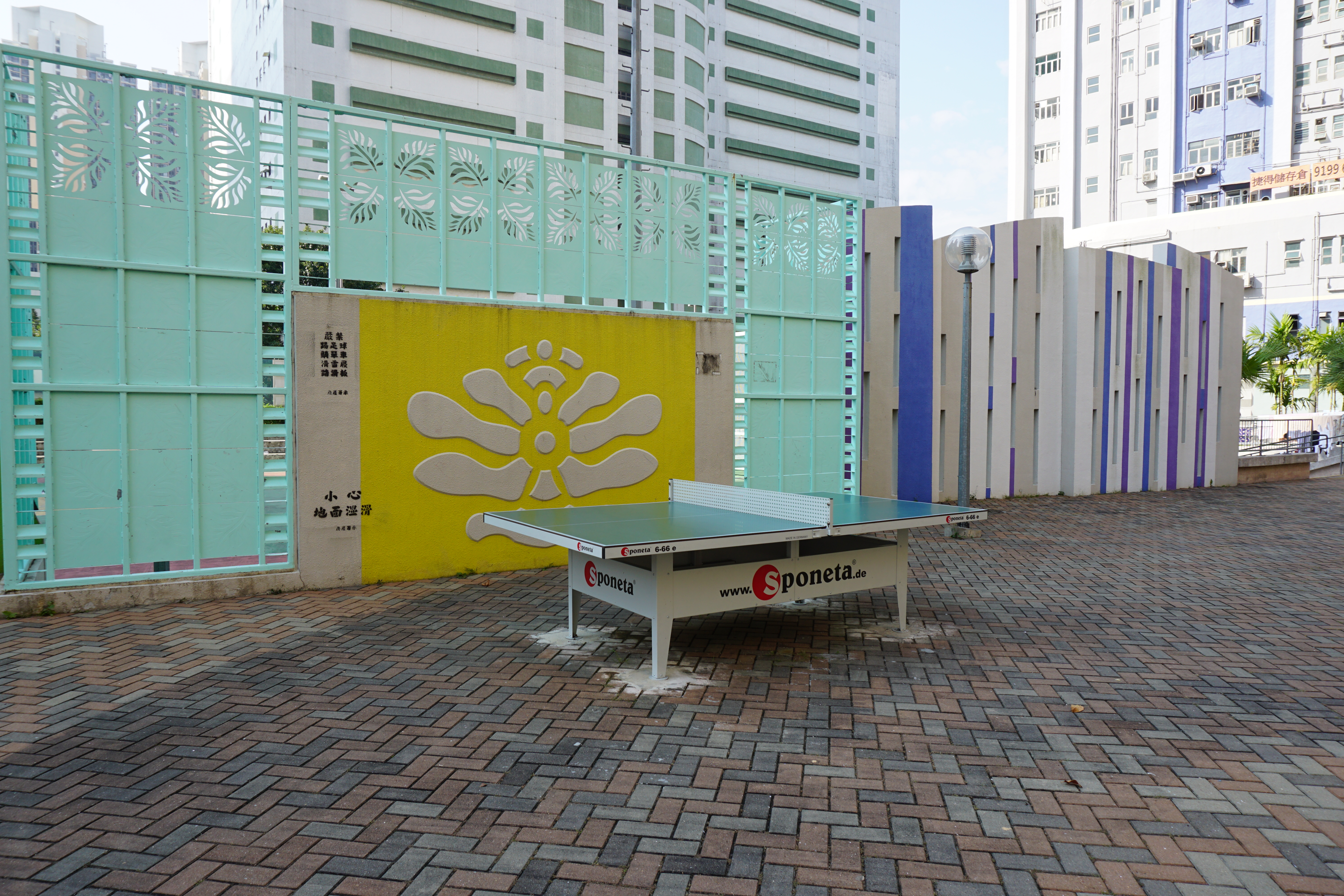
乒乓球桌
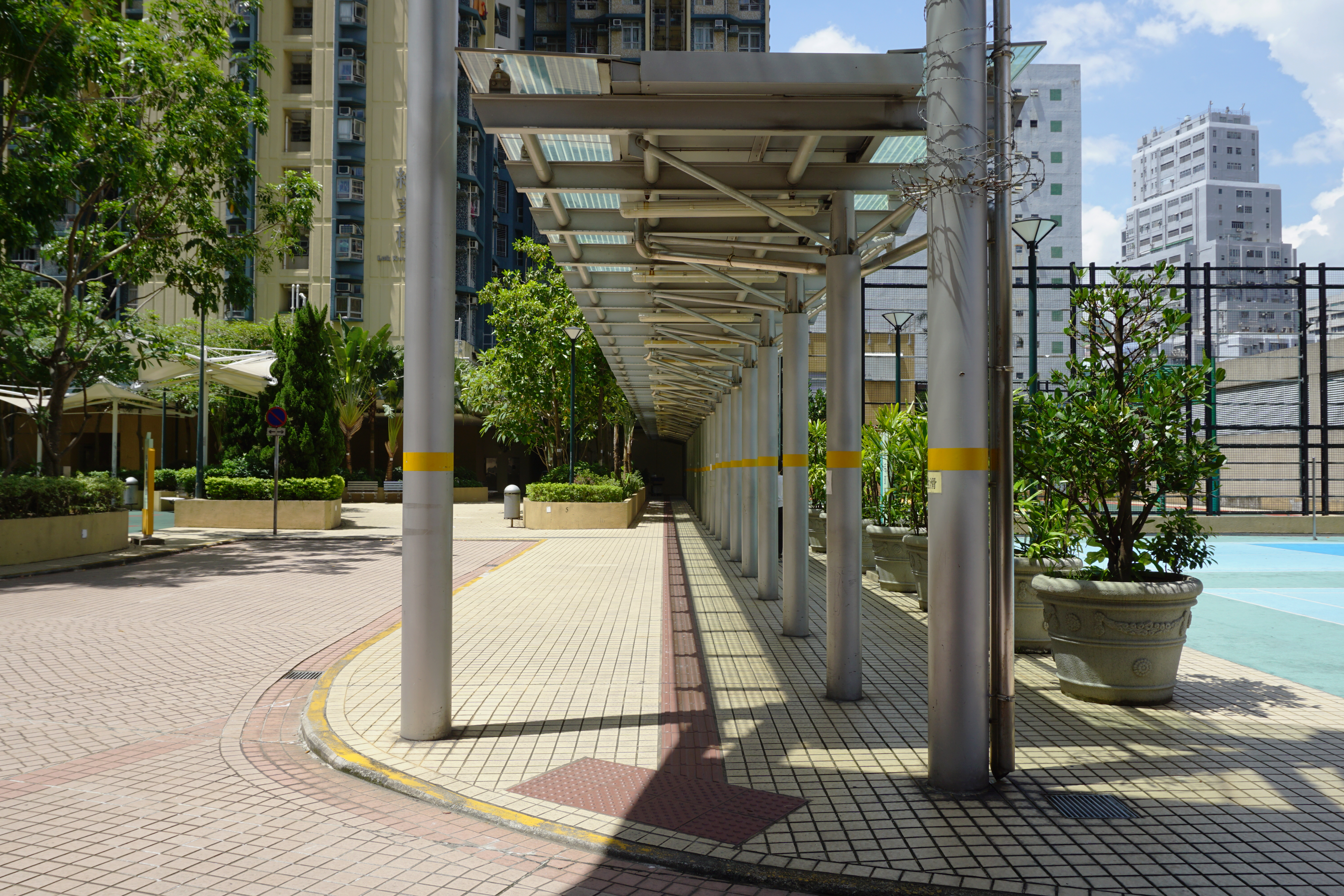
有蓋行人通道
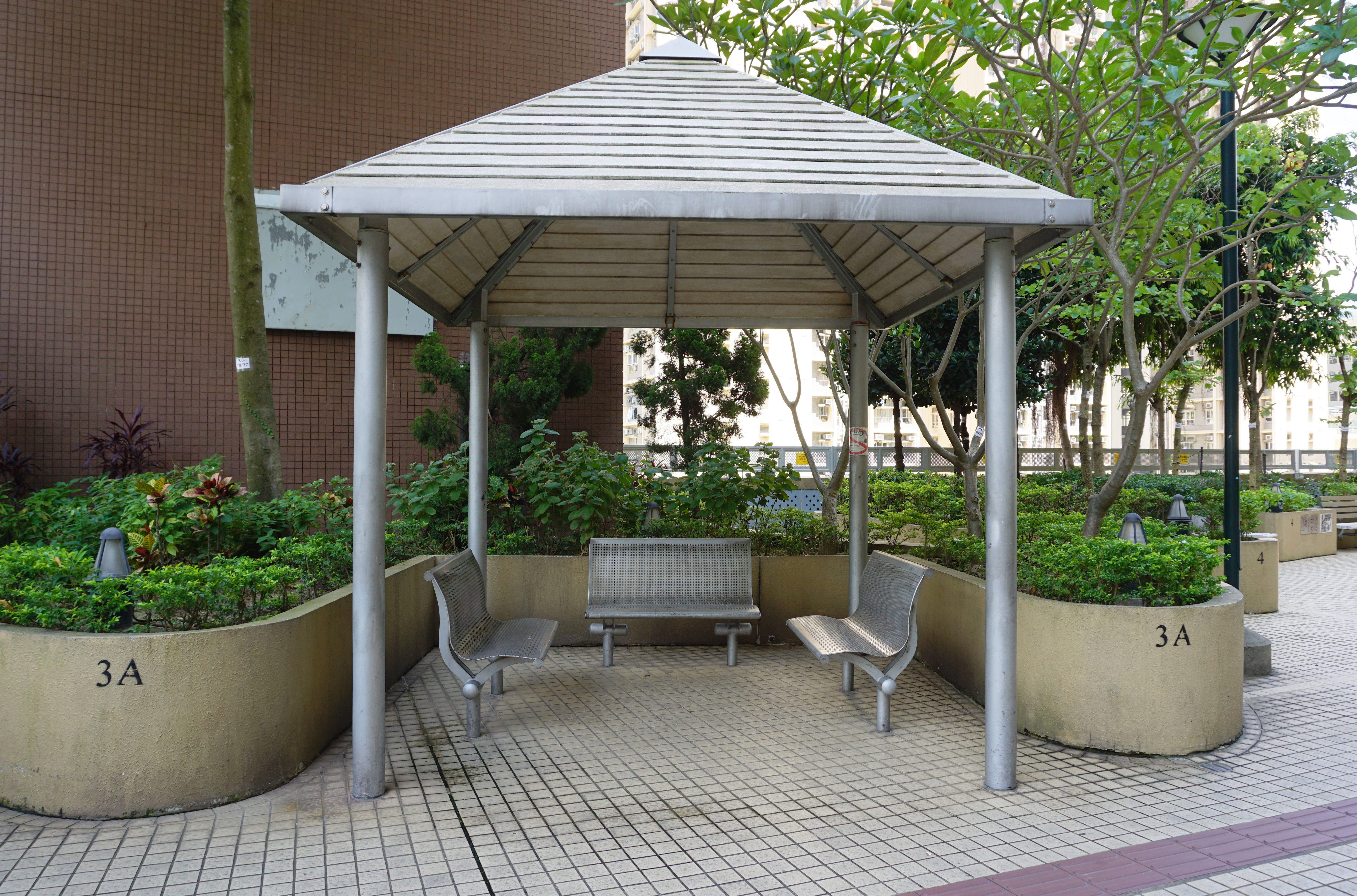
涼亭
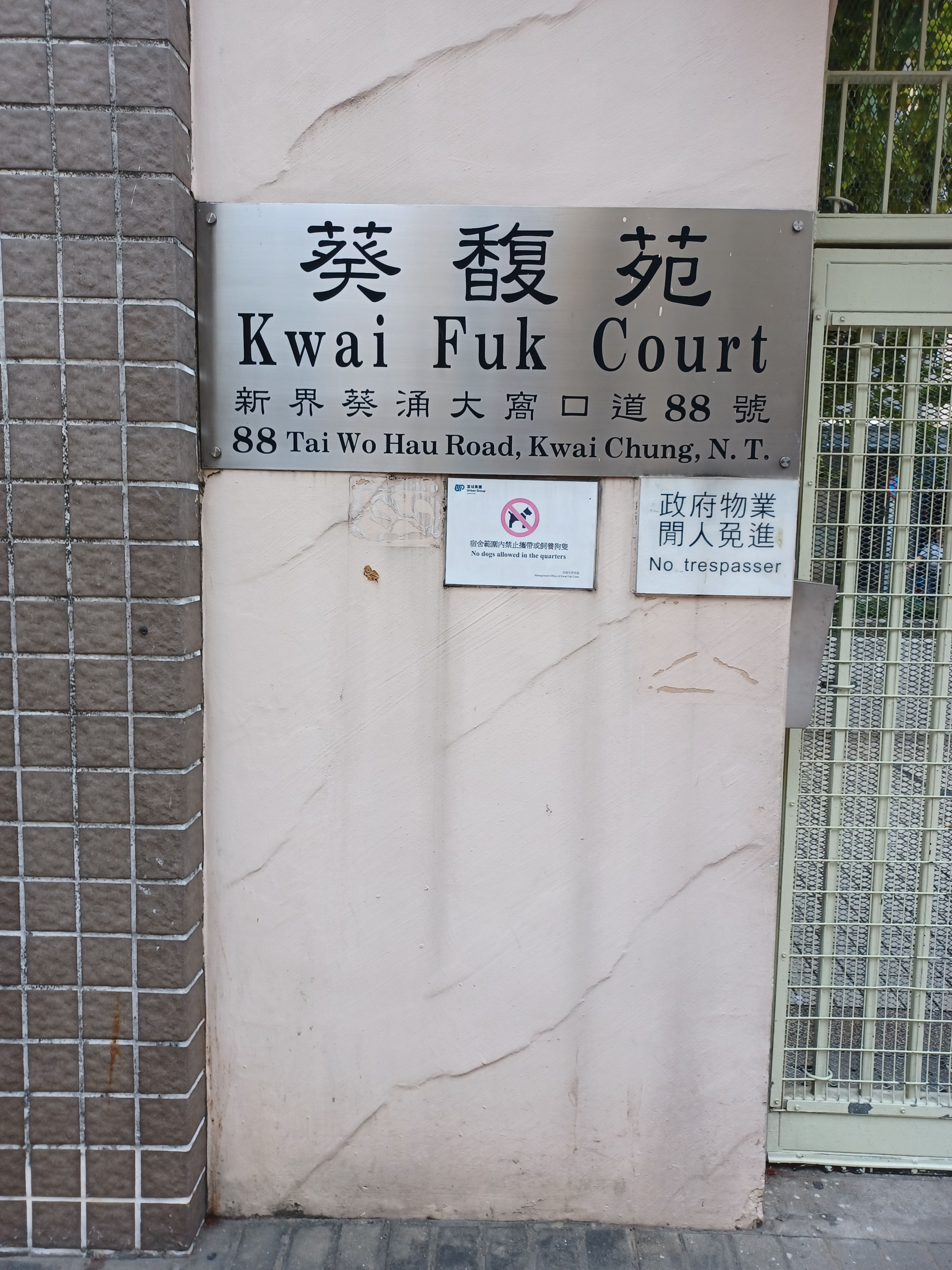
葵馥苑的門牌號碼

### 歷代樓宇
| 重建前的葵涌邨   | 重建前的葵涌邨                | 重建前的葵涌邨 | 重建前的葵涌邨 | 重建前的葵涌邨 | 重建前的葵涌邨                                        | 重建前的葵涌邨                                   |
| 樓宇名稱（座號） | 樓宇類型                      | 落成年份       | 拆卸年份       | 承建商         | 重建後原地所屬的樓宇                                  | 安置屋邨                                         |
| ---------------- | ----------------------------- | -------------- | -------------- | -------------- | ----------------------------------------------------- | ------------------------------------------------ |
| 第1座            | 舊長型大廈 （第三型徙置大廈） | 1965年         | 2000年         | 安利(蕭氏)建築 | 曉葵樓 旭葵樓 映葵樓 雅葵樓 逸葵樓 聖公會仁立紀念小學 | （同一屋邨）茵葵樓 石籬邨 葵盛東邨 麗瑤邨 葵芳邨 |
| 第2座            | 舊長型大廈 （第三型徙置大廈） | 1965年         | 2000年         | 安利(蕭氏)建築 | 曉葵樓 旭葵樓 映葵樓 雅葵樓 逸葵樓 聖公會仁立紀念小學 | （同一屋邨）茵葵樓 石籬邨 葵盛東邨 麗瑤邨 葵芳邨 |
| 第3座            | 舊長型大廈 （第三型徙置大廈） | 1965年         | 2000年         | 安利(蕭氏)建築 | 曉葵樓 旭葵樓 映葵樓 雅葵樓 逸葵樓 聖公會仁立紀念小學 | （同一屋邨）茵葵樓 石籬邨 葵盛東邨 麗瑤邨 葵芳邨 |
| 第4座            | 舊長型大廈 （第三型徙置大廈） | 1965年         | 2000年         | 安利(蕭氏)建築 | 曉葵樓 旭葵樓 映葵樓 雅葵樓 逸葵樓 聖公會仁立紀念小學 | （同一屋邨）茵葵樓 石籬邨 葵盛東邨 麗瑤邨 葵芳邨 |
| 第5座            | 舊長型大廈 （第三型徙置大廈） | 1965年         | 2000年         | 安利(蕭氏)建築 | 曉葵樓 旭葵樓 映葵樓 雅葵樓 逸葵樓 聖公會仁立紀念小學 | （同一屋邨）茵葵樓 石籬邨 葵盛東邨 麗瑤邨 葵芳邨 |
| 第6座            | 舊長型大廈 （第三型徙置大廈） | 1965年         | 2000年         | 安利(蕭氏)建築 | 曉葵樓 旭葵樓 映葵樓 雅葵樓 逸葵樓 聖公會仁立紀念小學 | （同一屋邨）茵葵樓 石籬邨 葵盛東邨 麗瑤邨 葵芳邨 |
| 第7座            | 舊長型大廈 （第三型徙置大廈） | 1965年         | 2000年         | 安利(蕭氏)建築 | 曉葵樓 旭葵樓 映葵樓 雅葵樓 逸葵樓 聖公會仁立紀念小學 | （同一屋邨）茵葵樓 石籬邨 葵盛東邨 麗瑤邨 葵芳邨 |
| 第8座            | 舊長型大廈 （第三型徙置大廈） | 1965年         | 2000年         | 安利(蕭氏)建築 | 曉葵樓 旭葵樓 映葵樓 雅葵樓 逸葵樓 聖公會仁立紀念小學 | （同一屋邨）茵葵樓 石籬邨 葵盛東邨 麗瑤邨 葵芳邨 |
| 第9座            | 舊長型大廈 （第三型徙置大廈） | 1965年         | 2000年         | 安利(蕭氏)建築 | 曉葵樓 旭葵樓 映葵樓 雅葵樓 逸葵樓 聖公會仁立紀念小學 | （同一屋邨）茵葵樓 石籬邨 葵盛東邨 麗瑤邨 葵芳邨 |
| 第10座           | 舊長型大廈 （第三型徙置大廈） | 1965年         | 2000年         | 安利(蕭氏)建築 | 上角街 曉葵樓附翼 芷葵樓附翼                          | （同一屋邨）茵葵樓 石籬邨 葵盛東邨 麗瑤邨 葵芳邨 |
| 第11座           | 舊長型大廈 （第三型徙置大廈） | 1965年         | 2000年         | 安利(蕭氏)建築 | 上角街 曉葵樓附翼 芷葵樓附翼                          | （同一屋邨）茵葵樓 石籬邨 葵盛東邨 麗瑤邨 葵芳邨 |
| 第12座           | 舊長型大廈 （第三型徙置大廈） | 1965年         | 2000年         | 安利(蕭氏)建築 | 上角街 曉葵樓附翼 芷葵樓附翼                          | （同一屋邨）茵葵樓 石籬邨 葵盛東邨 麗瑤邨 葵芳邨 |
| 第13座           | 舊長型大廈 （第三型徙置大廈） | 1965年         | 2000年         | 安利(蕭氏)建築 | 上角街 曉葵樓附翼 芷葵樓附翼                          | （同一屋邨）茵葵樓 石籬邨 葵盛東邨 麗瑤邨 葵芳邨 |
| 第14座           | 舊長型大廈 （第三型徙置大廈） | 1964年         | 1998年         | 安利(蕭氏)建築 | 芷葵樓 芊葵樓                                         | （同一屋邨） 春葵樓 夏葵樓 秋葵樓 葵盛東邨       |
| 第15座           | 舊長型大廈 （第三型徙置大廈） | 1964年         | 1998年         | 安利(蕭氏)建築 | 芷葵樓 芊葵樓                                         | （同一屋邨） 春葵樓 夏葵樓 秋葵樓 葵盛東邨       |
| 第16座           | 舊長型大廈 （第三型徙置大廈） | 1964年         | 1998年         | 安利(蕭氏)建築 | 芷葵樓 芊葵樓                                         | （同一屋邨） 春葵樓 夏葵樓 秋葵樓 葵盛東邨       |
| 第17座           | 舊長型大廈 （第三型徙置大廈） | 1964年         | 1998年         | 安利(蕭氏)建築 | 芷葵樓 芊葵樓                                         | （同一屋邨） 春葵樓 夏葵樓 秋葵樓 葵盛東邨       |
| 第18座           | 舊長型大廈 （第三型徙置大廈） | 1964年         | 1998年         | 安利(蕭氏)建築 | 芷葵樓 芊葵樓                                         | （同一屋邨） 春葵樓 夏葵樓 秋葵樓 葵盛東邨       |
| 第19座           | 舊長型大廈 （第三型徙置大廈） | 1964年         | 1998年         | 安利(蕭氏)建築 | 碧葵樓 翠葵樓 綠葵樓                                  | （同一屋邨） 春葵樓 夏葵樓 秋葵樓 葵盛東邨       |
| 第20座           | 舊長型大廈 （第三型徙置大廈） | 1964年         | 1998年         | 安利(蕭氏)建築 | 碧葵樓 翠葵樓 綠葵樓                                  | （同一屋邨） 春葵樓 夏葵樓 秋葵樓 葵盛東邨       |
| 第21座           | 舊長型大廈 （第三型徙置大廈） | 1964年         | 1998年         | 安利(蕭氏)建築 | 碧葵樓 翠葵樓 綠葵樓                                  | （同一屋邨） 春葵樓 夏葵樓 秋葵樓 葵盛東邨       |
| 第22座           | 舊長型大廈 （第三型徙置大廈） | 1964年         | 1998年         | 安利(蕭氏)建築 | 碧葵樓 翠葵樓 綠葵樓                                  | （同一屋邨） 春葵樓 夏葵樓 秋葵樓 葵盛東邨       |
| 第23座           | 舊長型大廈 （第三型徙置大廈） | 1964年         | 1998年         | 安利(蕭氏)建築 | 碧葵樓 翠葵樓 綠葵樓                                  | （同一屋邨） 春葵樓 夏葵樓 秋葵樓 葵盛東邨       |
| 第24座           | 舊長型大廈 （第三型徙置大廈） | 1964年         | 1998年         | 安利(蕭氏)建築 | 碧葵樓 翠葵樓 綠葵樓                                  | （同一屋邨） 春葵樓 夏葵樓 秋葵樓 葵盛東邨       |
| 第25座           | 舊長型大廈 （第三型徙置大廈） | 1964年         | 1998年         | 安利(蕭氏)建築 | 碧葵樓 翠葵樓 綠葵樓                                  | （同一屋邨） 春葵樓 夏葵樓 秋葵樓 葵盛東邨       |
| 第26座           | 舊長型大廈 （第三型徙置大廈） | 1964年         | 1998年         | 安利(蕭氏)建築 | 碧葵樓 翠葵樓 綠葵樓                                  | （同一屋邨） 春葵樓 夏葵樓 秋葵樓 葵盛東邨       |
| 第27座           | 舊長型大廈 （第三型徙置大廈） | 1964年         | 1998年         | 安利(蕭氏)建築 | 葵馥苑                                                | （同一屋邨） 春葵樓 夏葵樓 秋葵樓 葵盛東邨       |
| 第28座           | 舊長型大廈 （第三型徙置大廈） | 1964年         | 1998年         | 安利(蕭氏)建築 | 葵馥苑                                                | （同一屋邨） 春葵樓 夏葵樓 秋葵樓 葵盛東邨       |
| 第29座           | 舊長型大廈 （第三型徙置大廈） | 1964年         | 1994年         | 嘉民建設工程   | 葵馥苑                                                | 大窩口邨                                         |
| 第30座           | 舊長型大廈 （第三型徙置大廈） | 1964年         | 1994年         | 嘉民建設工程   | 葵馥苑                                                | 大窩口邨                                         |
| 第31座           | 舊長型大廈 （第三型徙置大廈） | 1964年         | 1994年         | 嘉民建設工程   | 葵馥苑                                                | 大窩口邨                                         |
| 第32座           | 舊長型大廈 （第三型徙置大廈） | 1964年         | 1998年         | 嘉民建設工程   | 葵涌新區公園                                          | （同一屋邨） 春葵樓 夏葵樓 秋葵樓 葵盛東邨       |
| 第33座           | 舊長型大廈 （第三型徙置大廈） | 1964年         | 1998年         | 嘉民建設工程   | 葵涌新區公園                                          | （同一屋邨） 春葵樓 夏葵樓 秋葵樓 葵盛東邨       |
| 第34座           | 舊長型大廈 （第三型徙置大廈） | 1964年         | 1998年         | 嘉民建設工程   | 葵涌新區公園                                          | （同一屋邨） 春葵樓 夏葵樓 秋葵樓 葵盛東邨       |
| 第35座           | 舊長型大廈 （第三型徙置大廈） | 1964年         | 1998年         | 嘉民建設工程   | 葵涌新區公園                                          | （同一屋邨） 春葵樓 夏葵樓 秋葵樓 葵盛東邨       |
| 第36座           | 舊長型大廈 （第三型徙置大廈） | 1964年         | 1994年         | 嘉民建設工程   | 春葵樓 夏葵樓 秋葵樓 葵涌新區公園                     | 大窩口邨                                         |
| 第37座           | 舊長型大廈 （第三型徙置大廈） | 1964年         | 1994年         | 嘉民建設工程   | 春葵樓 夏葵樓 秋葵樓 葵涌新區公園                     | 大窩口邨                                         |
| 第38座           | 舊長型大廈 （第三型徙置大廈） | 1964年         | 1994年         | 嘉民建設工程   | 春葵樓 夏葵樓 秋葵樓 葵涌新區公園                     | 大窩口邨                                         |
| 第39座           | 舊長型大廈 （第三型徙置大廈） | 1964年         | 1994年         | 嘉民建設工程   | 春葵樓 夏葵樓 秋葵樓 葵涌新區公園                     | 大窩口邨                                         |
| 第40座           | 舊長型大廈 （第三型徙置大廈） | 1964年         | 1994年         | 嘉民建設工程   | 春葵樓 夏葵樓 秋葵樓 葵涌新區公園                     | 大窩口邨                                         |
| 第41座           | 舊長型大廈 （第三型徙置大廈） | 1964年         | 1994年         | 嘉民建設工程   | 春葵樓 夏葵樓 秋葵樓 葵涌新區公園                     | 大窩口邨                                         |
| 第42座           | 舊長型大廈 （第三型徙置大廈） | 1964年         | 1994年         | 嘉民建設工程   | 春葵樓 夏葵樓 秋葵樓 葵涌新區公園                     | 大窩口邨                                         |
| 工廠大廈第1座    | 第二型工廠大廈                | 1973年         | 2002年         | （待查）       | 空地                                                  | 房委會各工廠大廈                                 |
| 工廠大廈第2座    | 第二型工廠大廈                | 1973年         | 2002年         | （待查）       | 百葵樓 合葵樓                                         | 房委會各工廠大廈                                 |
| 工廠大廈第3座    | 第二型工廠大廈                | 1966年         | 2002年         | 安利(蕭氏)建築 | 百葵樓 合葵樓                                         | 房委會各工廠大廈                                 |
| 工廠大廈第4座    | 第二型工廠大廈                | 1966年         | 2002年         | 安利(蕭氏)建築 | 百葵樓 合葵樓                                         | 房委會各工廠大廈                                 |

粗體表示該樓宇牽涉26座問題公屋醜聞，其混凝土強度未達高層單位20.7MPa或低層單位31MPa的標準，相關樓宇已納入整體重建計劃下重建

## 屋邨及社區設施

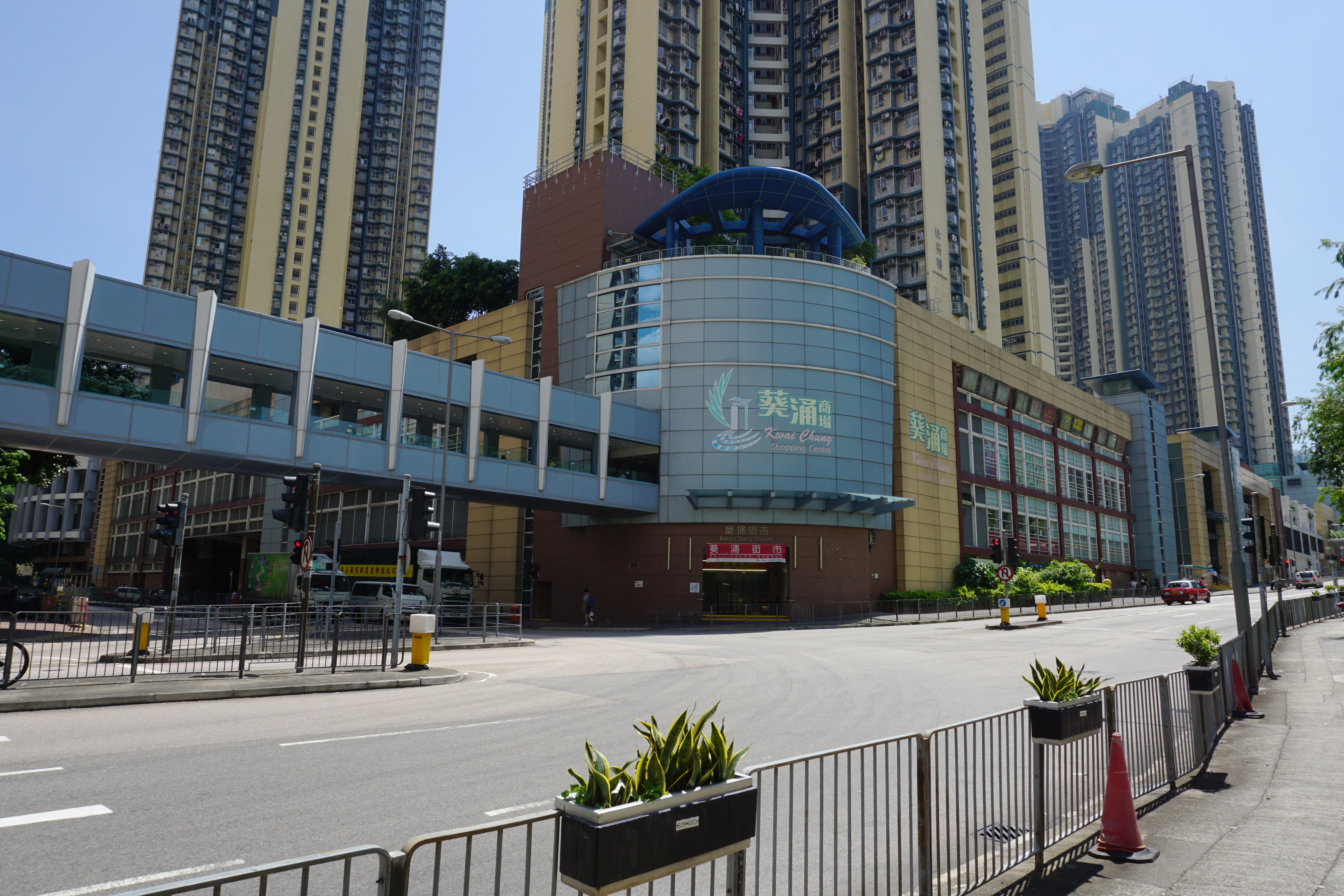
葵涌商場外觀及街市入口

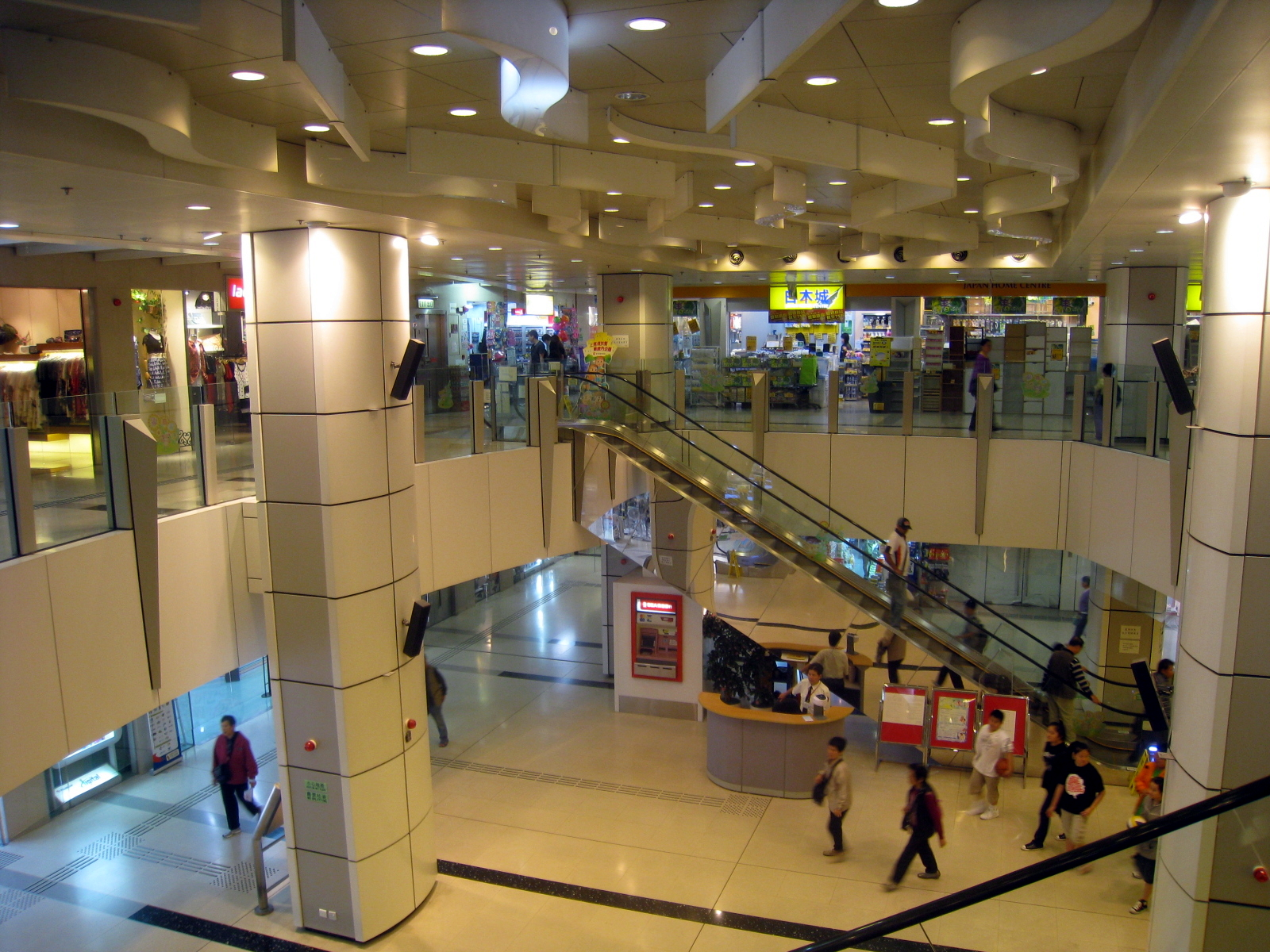
葵涌商場中庭

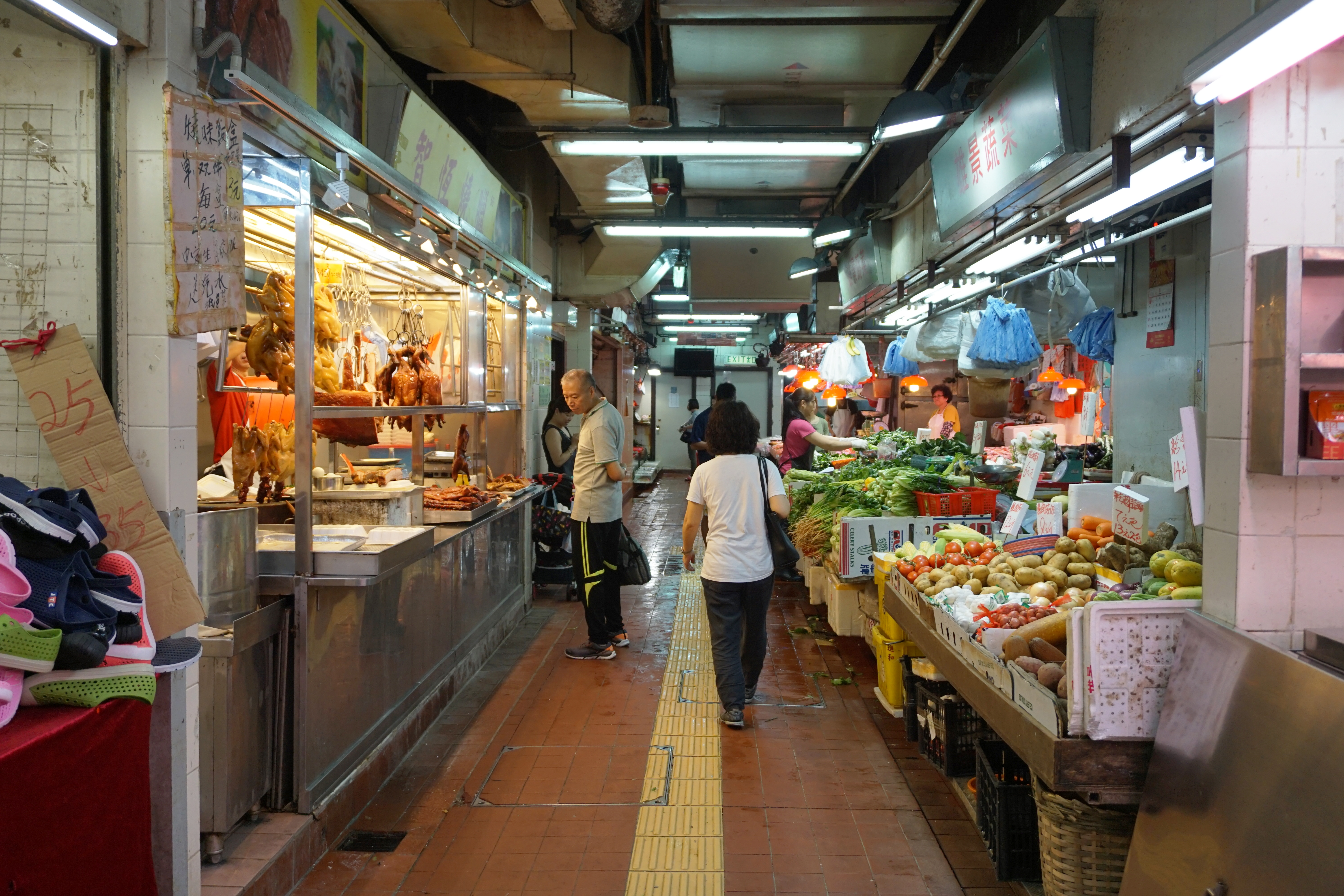
翻新前的葵涌街市燒味及菜檔

葵涌邨內設兩層高商場，名為葵涌商場，亦設有街市（已翻新）、停車場和公共交通交匯處，滿足鄰近市民基本需要；商場內設有港鐵特惠站，提供大窩口站兩元乘車折扣優惠。

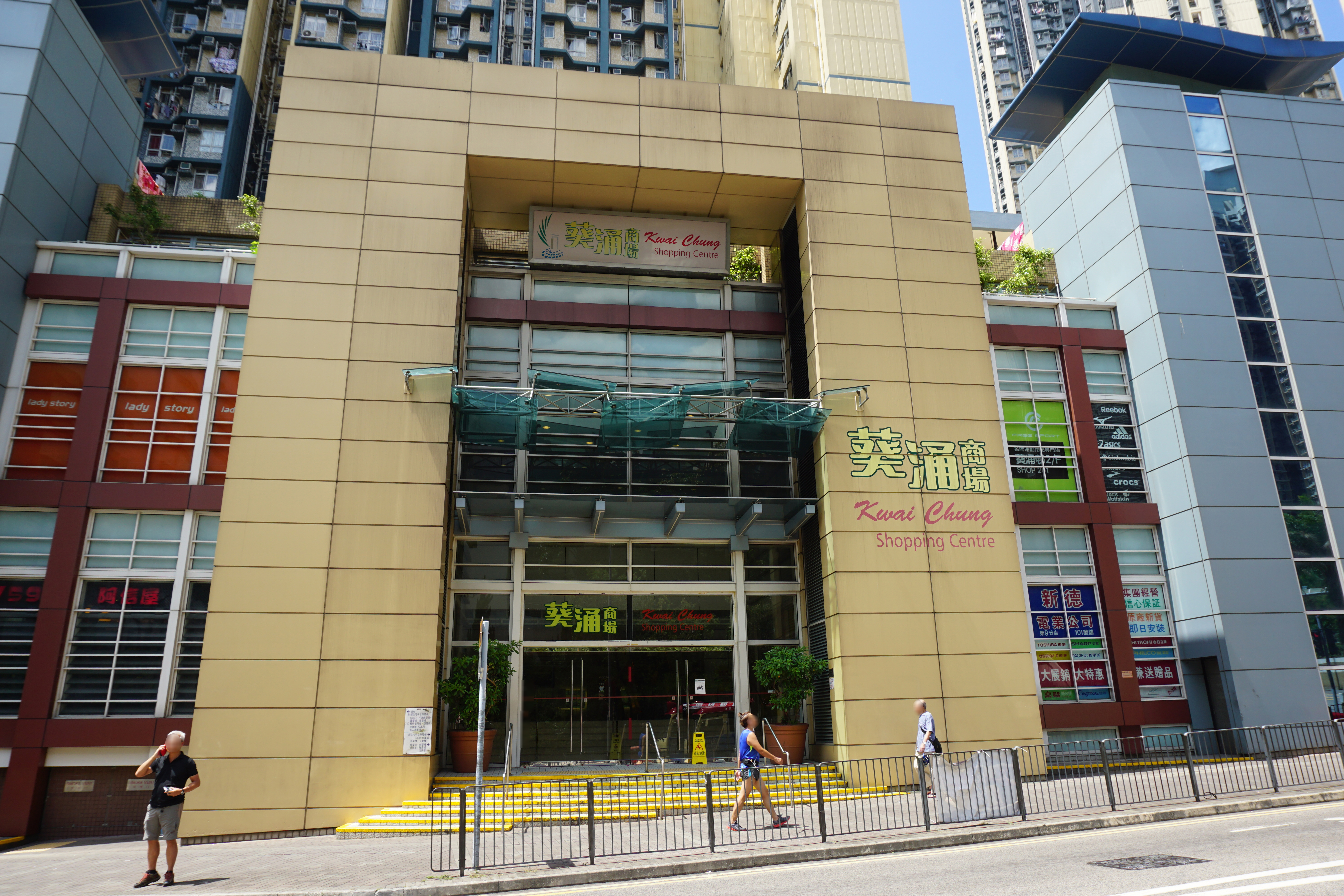
葵涌商場入口
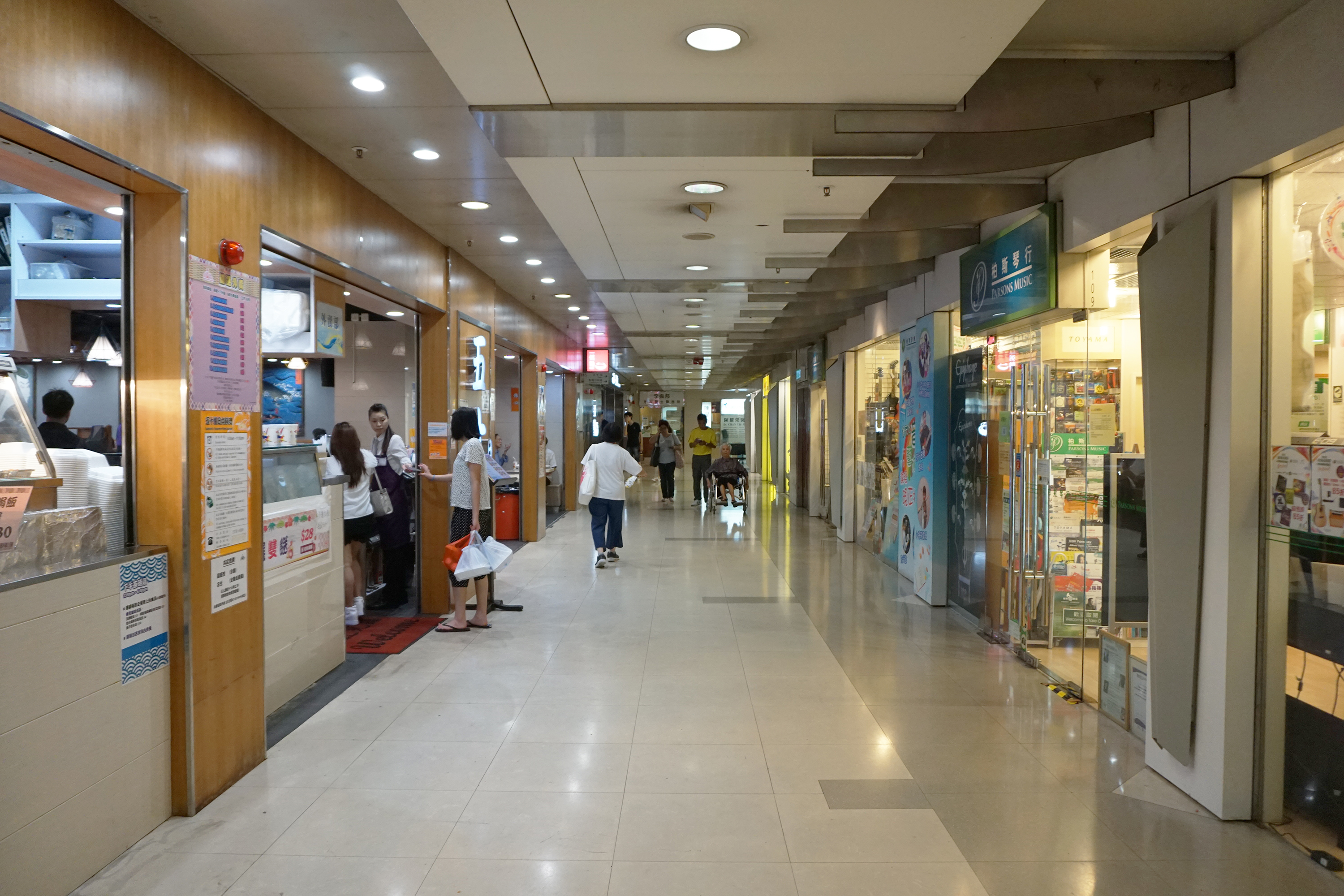
葵涌商場1樓東面
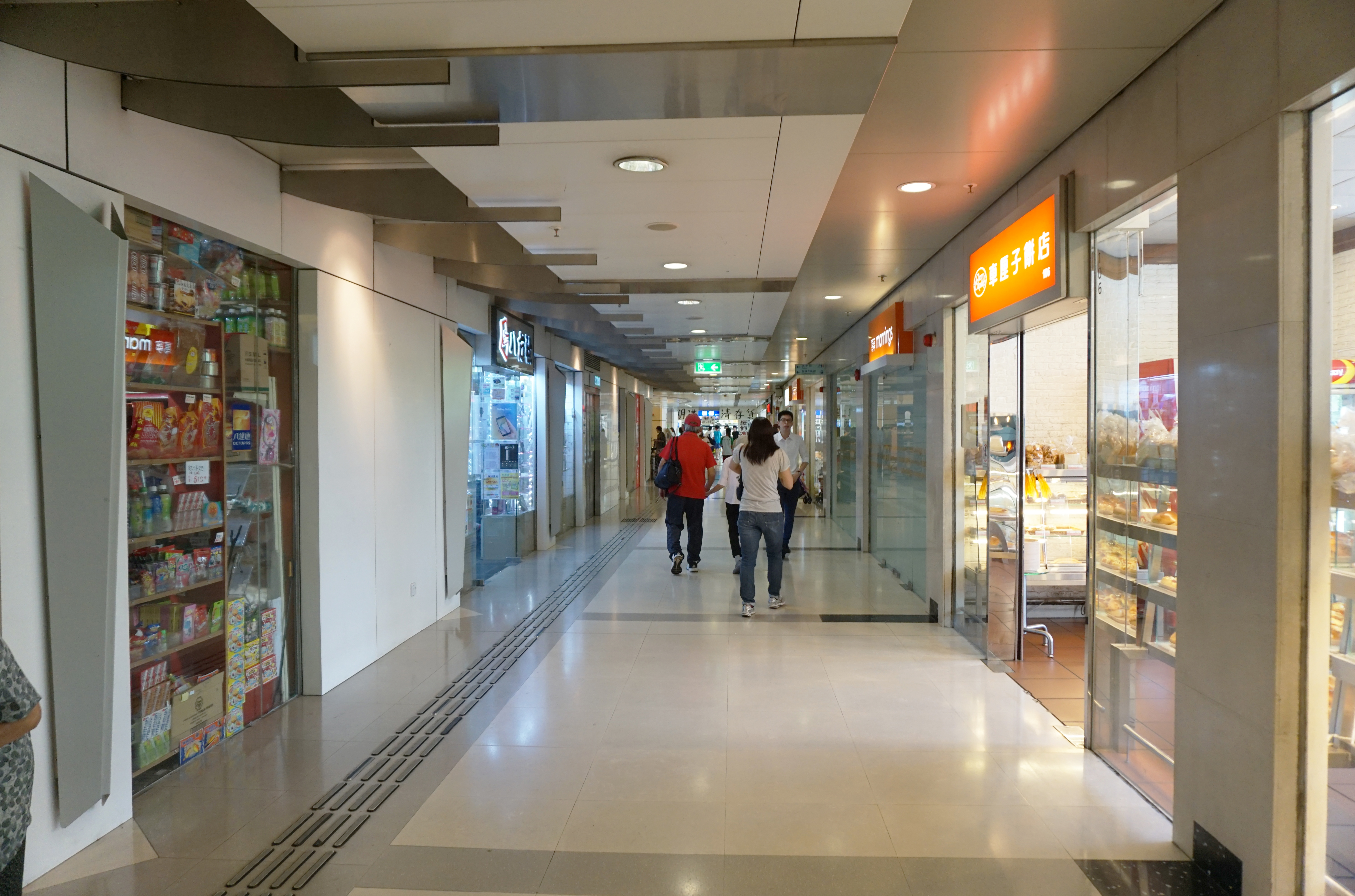
葵涌商場1樓北面
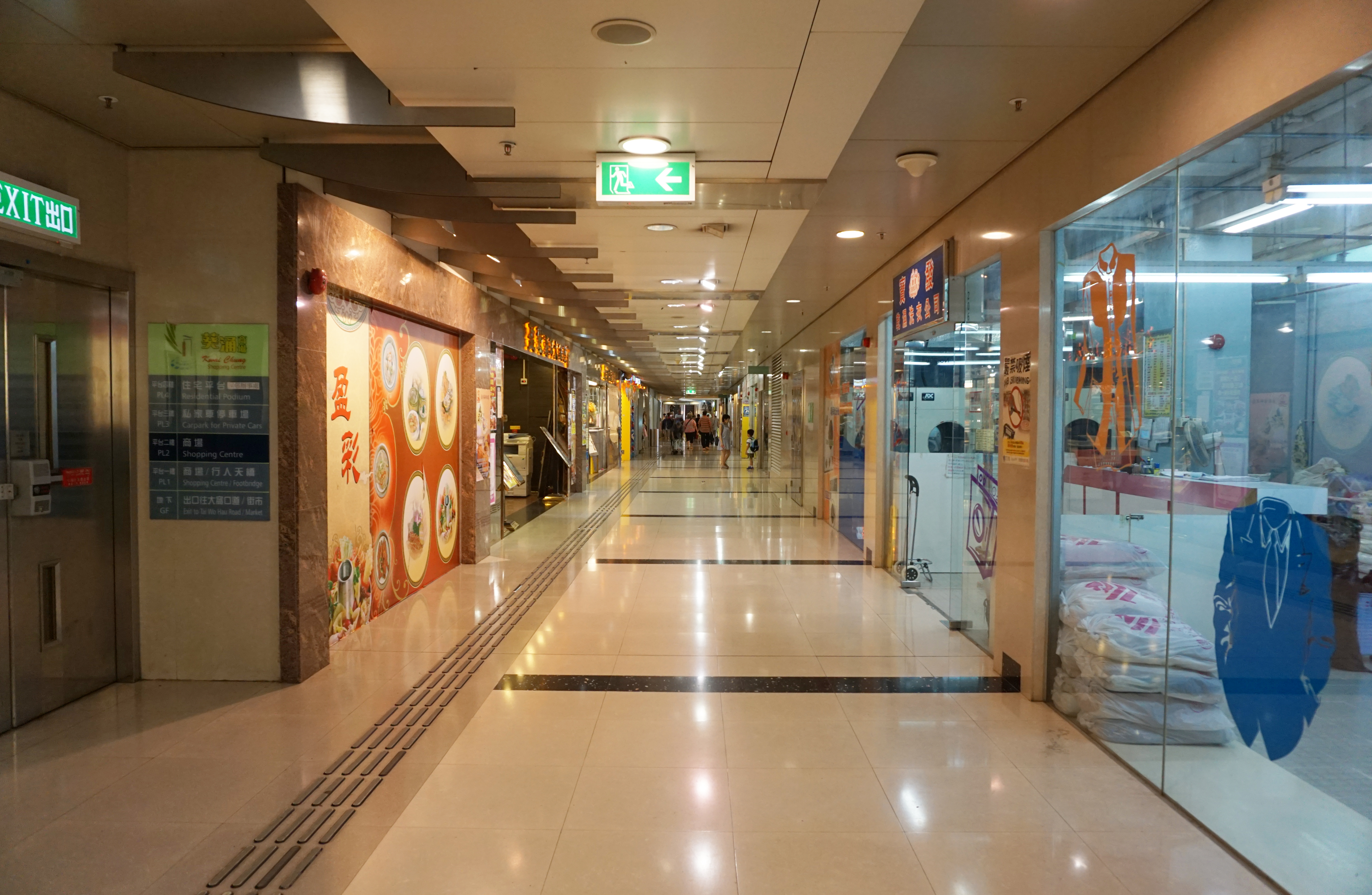
葵涌商場2樓
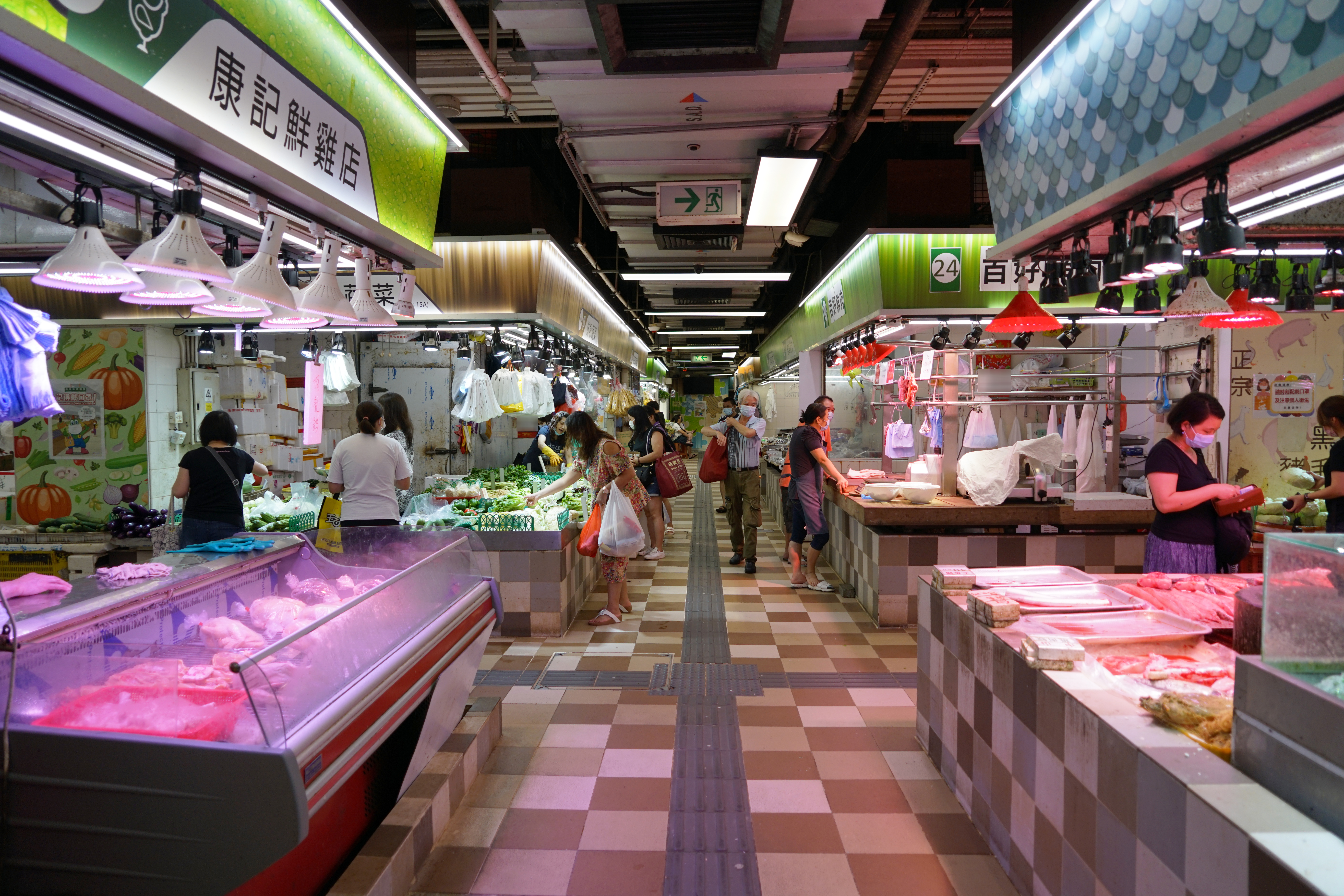
翻新後的葵涌街市
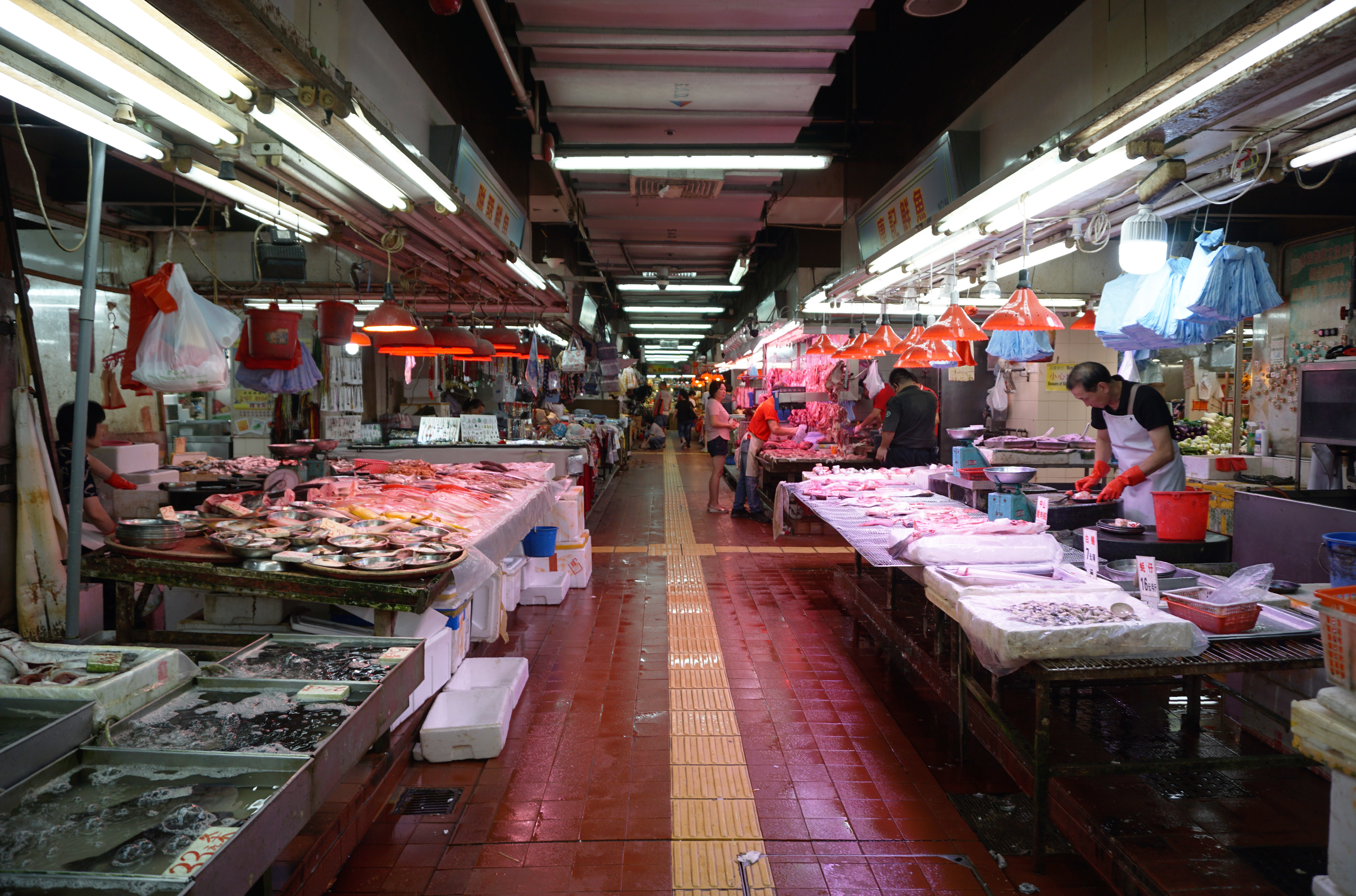
翻新前的葵涌街市魚檔、飾物店及肉檔

### 教育及福利設施

#### 中學
- 中華基督教會全完中學（1969年創辦）
- 聖公會林護紀念中學（1970年創辦）
- 天主教慈幼會伍少梅中學

#### 小學
- 中華基督教會全完第二小學 （1958年創辦）
- 聖公會仁立小學（1970年創辦）
- 聖公會仁立紀念小學（原聖公會仁立小學下午校）（於2002年遷入上角街現址之千禧校舍）故此區內居民稱此校為 仁紀 與 聖公會仁立小學並存

#### 幼稚園及幼兒園
- 循道衛理聯合教會亞斯理幼稚園幼兒園  （1960年創辦）（位於全完第二小學旁）
- 聖公會荊冕堂葵涌幼稚園 （1998年創辦）（位於春葵樓地下）
- 中華基督教青年會葵涌幼稚園  （2005年創辦）（位於葵涌商場3樓平台3號單位）
- 中華基督教會全完幼稚園  （2005年創辦）（位於葵涌商場3樓平台4號單位）
- 聖公會聖基道幼兒園（葵涌）  （2006年創辦）（位於葵涌商場3樓平台1號單位）

#### 長者鄰舍中心
- 循道衛理亞斯理社會服務處長者鄰舍中心（位於曉葵樓地下13-15號舖）

#### 護老院
- 保良局福慧護老院（位於葵涌商場第3層平台2號）

#### 已闗閉
- 天主教德聲二校（位於徙置區第5座天台）
- 救世軍光智小學（位於徙置區第6座天台）
- 葵涌崇真學校（位於徙置區第7座天台）
- 三水同鄉會三水分校（位於徙置區第8座及第9座天台）
- 葵涌禮賢會學校（位於徙置區第31座天台）
- 荃灣東莞學校（位於徙置區第36座及第37座天台）
- 佛教青年會學校（位於徙置區第38座及第39座天台）
- 新界師訓班同學會學校（位於徙置區第40座及第41座天台）
- 基督福音小學（位於徙置區第42座天台）

#### 周邊康樂
- 上角街花園
- 葵涌新區公園
- 葵合街遊樂場
- 大窩口道遊樂場
- 大窩口道南遊樂場

## 區議會議席分佈
| 範圍／年度 | 範圍／年度                             | 2000-2003    | 2004-2007  | 2008-2011  | 2012-2015    | 2016-2019    | 2020-2023    |
| ---------- | -------------------------------------- | ------------ | ---------- | ---------- | ------------ | ------------ | ------------ |
| 葵馥苑     | 葵馥苑                                 | 葵涌邨選區   | 葵涌邨選區 | 葵涌邨選區 | 葵涌邨中選區 | 葵涌邨南選區 | 葵涌邨南選區 |
| 葵涌邨     | 春葵樓、夏葵樓及秋葵樓                 | 葵涌邨選區   | 葵涌邨選區 | 葵興選區   | 葵興選區     | 葵涌邨南選區 | 葵涌邨南選區 |
| 葵涌邨     | 茵葵樓                                 | 葵盛東邨選區 | 葵涌邨選區 | 葵興選區   | 葵興選區     | 葵涌邨南選區 | 葵涌邨南選區 |
| 葵涌邨     | 翠葵樓、碧葵樓、綠葵樓、芊葵樓及芷葵樓 | 尚未落成     | 葵涌邨選區 | 葵涌邨選區 | 葵涌邨中選區 | 葵涌邨南選區 | 葵涌邨南選區 |
| 葵涌邨     | 曉葵樓、映葵樓、旭葵樓、雅葵樓及逸葵樓 | 尚未落成     | 葵涌邨選區 | 葵涌邨選區 | 葵涌邨北選區 | 葵涌邨北選區 | 葵涌邨北選區 |
| 葵涌邨     | 百葵樓及合葵樓                         | 尚未落成     | 尚未落成   | 葵涌邨選區 | 葵涌邨北選區 | 葵涌邨北選區 | 葵涌邨北選區 |

## 著名居民
葵涌新區時期
- 單仲偕：前立法會議員
- 衞炳江：香港浸會大學校長
- 戴健文：前香港電台副廣播處長
- 黃永健：香港精神科專科醫生
- 梁健平：香港男演員

葵涌邨時期
- 雲浩影：香港女歌手
- 羅沛琪：香港女藝人

## 社區及治安問題

### 重建後的葵涌邨
葵涌邨的規模龐大，有近4萬人居住，早已成為一個獨立的社區。重建後的葵涌邨大廈高約40層，而每棟大廈都曾發生墜樓事件。2005年全面入伙至今，葵涌邨已發生超過70宗跳樓自殺事件，單計2022年就發生至少11宗，近乎平均每個月就有一宗，對比香港其他公共屋邨來說情況相對嚴重。在這些自殺案件中，死者年齡層分佈廣泛，包括年老的長者、中年人和青年人，可見遷進新屋邨的家庭內，各個年齡層的人都面對著不同的人生問題。
- 2020年9月5日凌晨，映葵樓發生倫常謀殺案。一名21歲智障青年，懷疑遭46歲母親餵下安眠藥後，親自用膠帶勒斃其兒子。死者的13歲胞弟目睹兇案後報警，警方經調查後將涉案的46歲母親拘捕，列作「謀殺案」處理。[35]
- 2020年11月3日凌晨，夏葵樓一對夫婦，因故在單位吵架，期間丈夫情緒激動攀上露台揚言跳樓，其妻見狀大驚報警，其丈夫未幾疑跣腳，意外從2樓跌落對下一樓石屎簷篷，腳部受傷。救護員接報抵達現場，將受傷事主送院治理，警員調查後相信事件無可疑。[36]

### 重建前的葵涌邨
根據香港電台新聞紀錄片電視節目《鏗鏘集》於1985年播出的《葵涌黑點》單元，在1960至1980年代，舊葵涌邨（重建前的葵涌邨）出現許多治安問題，以邨內青少年問題最嚴重。1970至80年代警方每日派2支特遣隊日以繼夜監察葵涌邨，若少管制一會兒，青少年很容易在邨內聯群結隊搗亂生事，變得無法無天。導致問題嚴重與當時葵涌邨本身的樓宇設計、家庭背景和結構，以及居住環境有很大關係。
| 先天因素 | 家庭背景     | 舊葵涌邨於1960年代早期落成，入伙早期，居民主要是長沙灣的艇戶和漁民，教育水平較低，不懂教導子女，令子女容易誤入歧途。 |
| 先天因素 | 居住環境     | - 舊葵涌邨建築密度相當高，座與座之間密密麻麻，有最大的空間都用作為街市，衛生情況極差。 - 當時，房屋署規定，以一個10歲或以上的人士可擁有24平方呎的出租公屋單位面積，10歲以下的人士可擁有12平方呎的出租公屋單位面積，但當時一個家庭多數是有多個10歲以下的人士，所以一般居住在舊葵涌邨的家庭單位面積都是很細小的，有些甚至是5至10個人居住在一個面積只有129平方呎的單位內，居住環境相當擠迫，導致年輕的小朋友從小已常在邨內的遊樂場、公園或球場嬉戲流連。 |
| 先天因素 | 黑社會的操控 | - 年輕人多、青少年多成為黑社會招兵買馬的好地方，當時葵涌邨完全符合要求，導致舊邨全邨共42座，但有39座被不同的黑勢力支配，童黨問題嚴重。 - 據香港電台紀錄片《鏗鏘集》「葵涌黑點」（播放日期：1985年4月21日）所說，舊葵涌邨黑社會分佈大致為： - 上邨第1座-第13座：自稱是新義安勢力範圍。 - 上邨第14座-第18座：自稱是和勝和勢力範圍。 - 上邨第19座-第22座：自稱是十四K（孝）勢力範圍。 - 上邨第23座-第26座：自稱是和利和勢力範圍。 - 下邨第27座-第33座、第36座-第39座：自稱是十四K（拜爐）勢力範圍。 - 下邨第34座-第35座：自稱是十四K（梅）勢力範圍。 - 下邨第40座-第42座：沒有自稱是任何黑社會勢力範圍。 - 邨內毒品問題也是十分嚴重，毒品隨處可見，無論信箱、廁格、草叢等隱閉地方都是青少年／黑勢力收藏毒品的好地方。 |
| 後天因素 | 一戶兩屋     | - 1980年代中期，較富裕的舊葵涌邨居民遷往當時較新的屋邨居住，單位空置，於是政府將一些葵涌邨擠迫的家庭分配空置的邨內單位給予居民，令有一戶兩屋的情況出現，但也是導致青少年問題的原因。 - 雖然空間比以前大，但兩個單位很多都是不相連的，不同的樓層甚至不同的座數，邨內有近6成的家庭都擁有兩個單位，有些家庭父母與子女分開居住，令父母無法照顧子女，子女容易四處流連。 |
| 後天因素 | 天台小學     | 葵涌邨的天台小學位於大廈的天台，小學環境差，設施簡陋，多數接受低收入及有問題的兒童入讀，令學生讀書氣氛不好，學生因而荒廢學業，放學後便出外嬉戲。 |

事實上，其他相類徙置屋邨同樣因為較少審核入住人士，所以徙置區居民相對廉租屋邨居民背景參差及品流複雜而衍生大量治安問題，另擠迫居住環境、高建築及人口密度再加上徙置屋邨內僅有最大遊樂設施位置相當集中，加劇青少年流連街上並認識壞份子，慈雲山邨、秀茂坪邨等同屬治安問題嚴重的代表。

##### 相關歌曲
- 1977年：張武孝（大AL）：《新區自嘆》[38][39]
  - 作曲：調寄廣東音樂《楊翠喜》
  - 填詞：黎彼得

##### 相關影片
- 1985年：《鏗鏘集》：葵涌黑點[37]

## 事件

### 食水含鉛超標
- 2015年8月10日，街坊工友服務處（街工）為葵涌邨抽取38個水辦，發現綠葵樓1個水辦鉛含量超標，有13.6微克，高於世衛標準10微克。其後街工再在該單位抽三種水辦，開水即取、開水5分鐘後抽取，及靜置一晚的水樣本，鉛含量分別為12微克、3微克及19微克，只有開水5分鐘後取水樣本的含鉛量符合世衛標準。綠葵樓主要由有利建築承建，與較早前被驗出食水含鉛超標的牛頭角下邨及欣安邨相同。[40]

### 2019年反修例運動
- 2019年10月1日晚上，有大量防暴警察進入邨內與示威者對峙，時為當區區議員的梁錦威指出葵涌邨商場天橋，以及連接葵馥苑外有途經的居民搜查，之後更拘捕十多位居民。批評警察令居民安全受到威脅，形容是無理拘捕。梁要求房屋署、嘉怡物業管理有限公司及九源物業顧問公司舉行居民大會。[41]到深夜，一批市民在葵涌紀律部隊宿舍葵馥苑對開聚集，不滿警方在此處拘捕至少10人，質疑警方濫捕並使用過份武力。到凌晨12時，大批防暴警察及速龍小隊人員到場驅散，並一度出示黑旗和橙旗。逗留的市民沿大窩口道及上角街後退及散去。而警員亦走進葵涌商場及葵涌邨多座大廈的平台。其中綠葵樓對開有7人被截停搜查，3名女子被帶走。有記者拍攝期間被警員以要保障被搜查人士的私隱和不可被記者聽到被搜查人士高叫的姓名而要求遠離，之後更有警察警告記者必須離開，表示3次警告後會拘捕記者。[42]到10月17日下午5點，50多名葵涌邨居民由曉葵樓遊行到邨內兩個屋邨辦事處請願， 要求房屋署出席居民大會，並交待為何10月1日有大批警員無故進入葵涌邨範圍及無理拘捕十多名街坊。時為葵青區議員的黃潤達不滿警方當日無故入邨濫捕居民， 而房屋署亦兩度拒絕出席居民會交待相關事件。[43]
- 2019年11月14日晚上的曙光行動，網民發起到屬於政府宿舍的葵馥苑集結，到晚上11時許，大批防暴警員在周邊戒備，其後有警員在連接葵涌邨往大窩口的行人天橋上截查至少5名男女，其後把他們帶走。而另一批防暴警員在附近準備截查市民期間，該批人士打算逃走，並走入升降機內。防暴警迅速制服多人，更有警員拔出疑似手槍物體，指向升降機內的人士，之後向他們射胡椒噴劑。據悉一批男女雙手被膠索帶反綁，並壓在地面，最後被帶走。[44]
- 2020年2月24日傍晚時分，15名年青人在邨內連接曉葵樓和葵涌商場之間的行人天橋貼重建連儂牆期間，突然有20多名軍裝警員到場截查及拘捕，並拉起封鎖線。警方舉動引起居民圍觀和與指罵警員，其後約20多名防暴警員到場。警員表示會以涉嫌刑事毀壞罪拘捕他們。到晚上8時許警員離開。葵青區議員梁錦威認為警方拘捕貼文宣的人士是不合理做法，同時與街坊互罵的行為表現不專業。而街坊表示是屋邨保安報警。[45]到2月25日，警方透過facebook短片表示「有老師帶住學生去犯案」，絕不是文明社會接受。被捕人士年齡介乎14至29歲，其中一人為馬鞍山一間中學的教師，涉嫌刑事毁壞被捕。葵青區議員梁錦威表示7名女子已先後獲保釋，而其餘8名男子則選擇拒絕保釋，到2月26日獲無條件釋放。[46]其後15名青年男女被控刑事損壞罪，指他們在葵涌邨商業中心的天橋損壞屬於房屋署的牆壁和欄杆。西九龍裁判法院裁判官香淑嫻指案件規模大，形容多人“伙同犯案”，而文宣海報具「煽動性」。其中2名16歲的女生需要還柙3星期候判。[47]最後各被判180小時社會服務令。同案其餘13名被告則等候再訊。[48]到2022年10月20日，裁判官施祖堯以警長供詞有關鍵矛盾及不合理之處，加上不足以證明被告夥同犯案，裁定13名被告所有罪名不成立。[49]

### 2019冠狀病毒病疫情

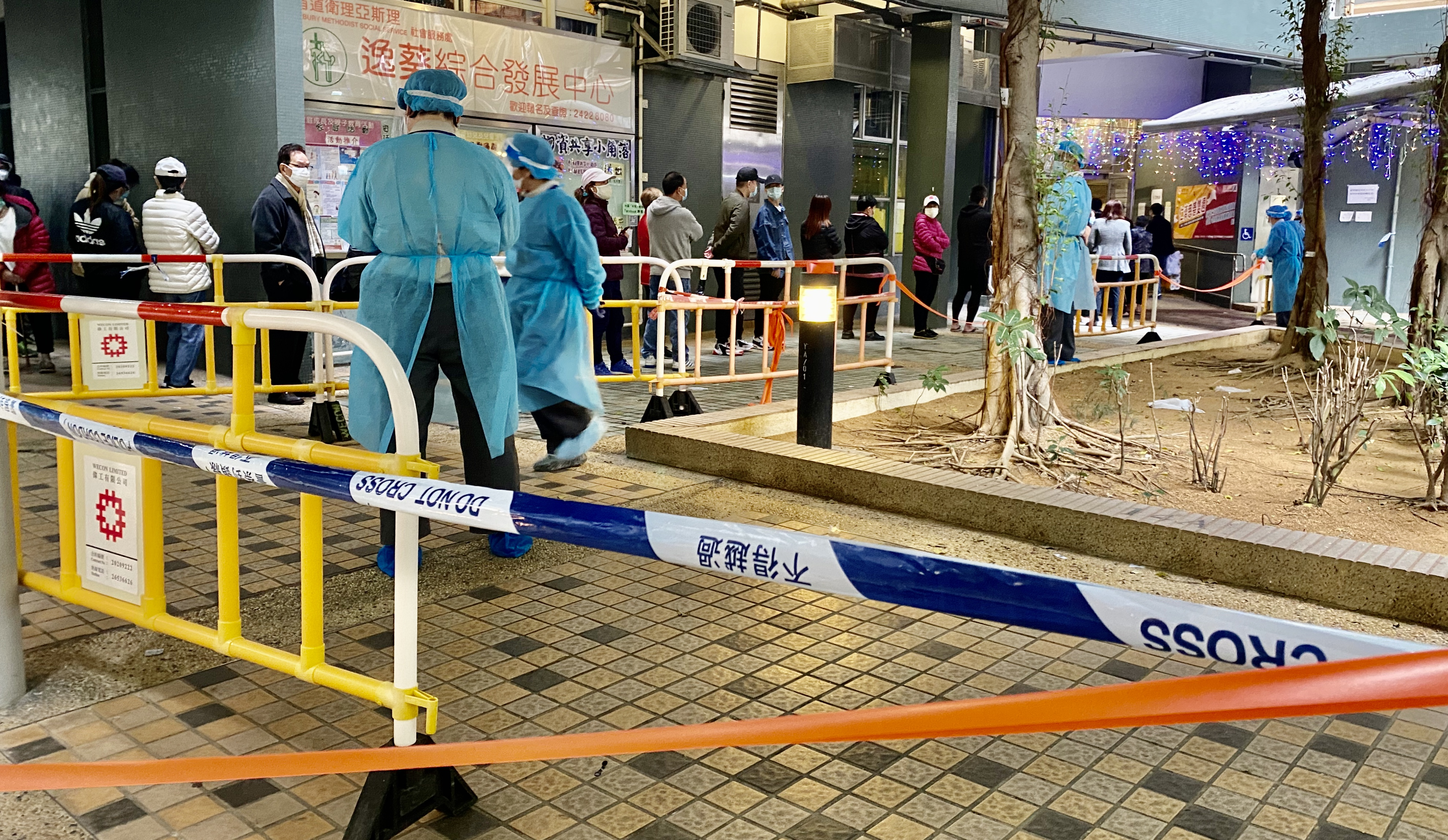
葵涌邨逸葵楼爆发Omicron变种病毒群聚感染，港府实施防疫禁足令，要求逸葵楼居民留在家中隔离检疫，禁止外出5日

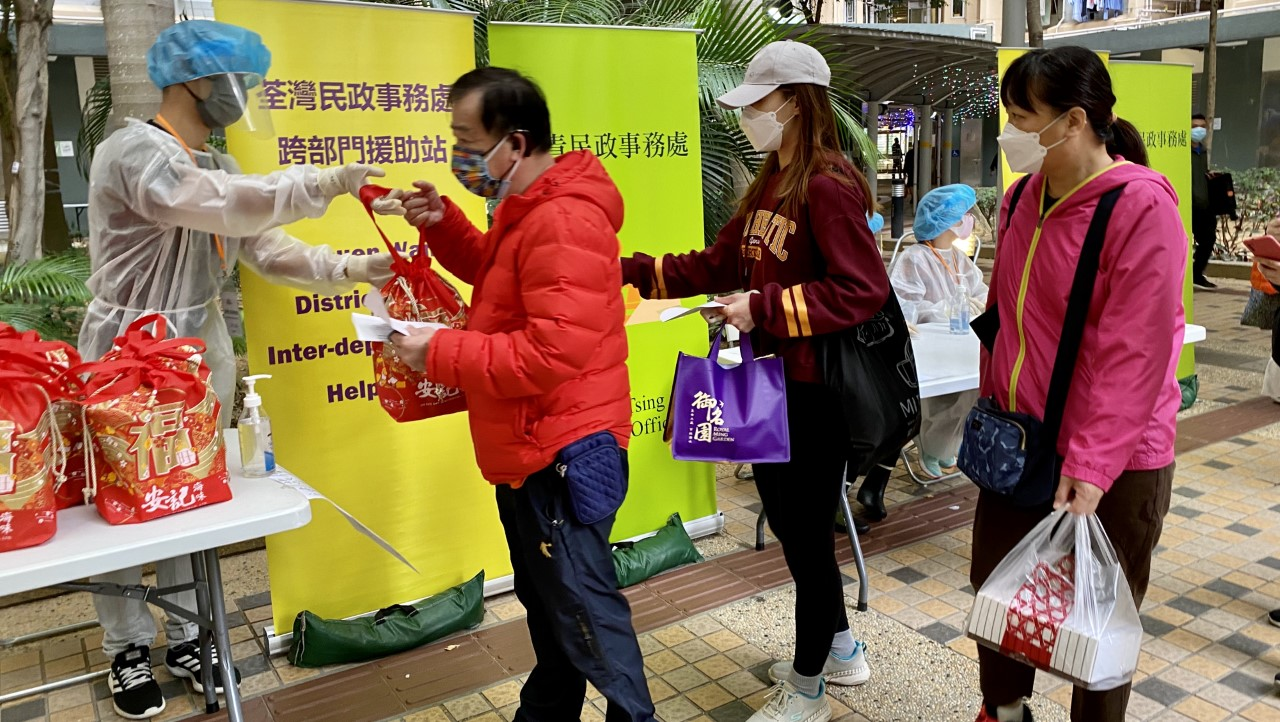
解封后的逸葵楼居民排队领取当局送赠的海味福袋

因為位於油麻地的檢疫酒店香港海景絲麗酒店的防疫措施失當，導致一名於2021年12月20日在酒店內接受檢疫的巴基斯坦女子受到高度傳染性的Omicron變種病毒交叉感染，她於2022年1月10日獲准進入社區，引起檢疫酒店群組集體感染，巴裔女子的丈夫受感染後曾於1月13日到葵涌邨逸葵樓垃圾房拾荒，並將病毒傳染給一名在大廈內各樓層工作的女清潔工，引發邨內居民集體染疫。由於此邨逸葵樓在短時間內，13個單位（涉及12個樓層）共20個住戶染上2019冠狀病毒病Omicron變種病毒株，政府引用限制與檢測宣告將大廈在2022年1月21日下午6時起封閉五天（後延至七天），超過2700名居民需於家中禁足檢疫，並每日接受檢測，
而是次圍封亦為自2021年1月23日封閉官涌一帶區域兩日後歷時最長的一次。其後，由於疫情擴散至邨內其他大廈，映葵樓亦於翌日傍晚起封閉五天（後延至七天），另芊葵、曉葵、雅葵及旭葵樓亦要圍封檢測一晚；至於未受影響的大廈及葵馥苑，所有居民則需進行強制檢測。其後夏葵樓於1月25日圍封檢測，由於出現多宗確診，亦須居家隔離至1月28日。至1月27日，雅葵樓及葵馥苑安葵閣疑現垂直傳播，部分居民需撤離檢疫。截至2022年1月29日，此邨累計逾416宗確診，其中逸葵樓有274宗、映葵樓有92宗、雅葵樓有12宗、夏葵樓16宗、旭葵樓3宗、翠葵樓3宗、芊葵樓3宗、春葵、曉葵樓各4宗，另外碧葵、綠葵、百葵、秋葵樓，則各有1宗。
在圍封禁足期間亦引起不少爭議。在1月22日下午，特首林鄭月娥前往葵涌邨視察10分鐘，街坊疑不滿被禁足，向林鄭及一眾高官大叫「咪做騷呀喂！」、「返去啦！呢條邨好危險㗎！」亦有市民爆粗表達不滿。其後圍封延長亦引起居民認為是困獸鬥，擔心造成交叉感染。而住戶亦對管理公司和房屋署未有正視衛生、防疫問題感動強烈不滿。由於邨內40多名清潔工人被送往檢疫，政府亦沒有安排人手派人清理下，導致升降機大堂和大廈外在圍封期間有大量垃圾桶堆積在地上，更散發臭味，形容衛生情況十分惡劣。房屋署助理署長只以“圍封大廈檢測是無先例、以及有難度”回應，希望市民可以明白。同時稱有承辦商負責清潔，相信會有所改善。
到1月27日，曉葵樓更有一名20多歲男子一度在天台危站及坐石壆，警方談判專家及親友在場游說逾一小時後，由消防救回。

### 垃圾房擺放大量藝術畫作被拆走
2023年3月初，有網民分享邨內一座垃圾房牆上掛着近50幅鑲有框架的人像畫、風景畫和掛有多個古董時鐘，不過事件曝光後，牆上的藝術畫幾乎被拆光，只有兩個時鐘保留。其餘畫像當作垃圾被運往堆填區。葵青區議會議員梁志成認為，清潔工友掛上畫作和時鐘只作觀賞用途，在沒有影響到自身的工作表現下，完全是「無傷大雅」的行為。而附近街坊平日難以進入垃圾房內參觀，大多數只在場外拍照留念，不會阻礙他們工作。認為房署反應過大，有過度憂慮之嫌。
房屋署回覆指垃圾站為處理垃圾的處所，不適合用作存放物品，又指該處不時徹底清潔消毒，以保持環境衛生。而清潔工友之後口稱房署無下拆畫令。

## 外部連結
- 房委會物業位置及資料 葵涌邨 （页面存档备份，存于）
- 建設及建築物 － 房屋署工廠大廈（页面存档备份，存于）
- 葵涌新區（页面存档备份，存于）

22°22′03″N 114°07′38″E / 22.3673779°N 114.1273056°E